# Prieuré de Serrabona
Le prieuré Sainte-Marie de Serrabona (ou Serrabone), fondé au début du XIe siècle, est situé en altitude sur la commune de Boule-d'Amont dans les Pyrénées-Orientales.
Son portail Nord, les chapiteaux de son cloître et une très rare tribune en marbre, datée du XIIe siècle, forment le plus bel ensemble de sculpture romane du Roussillon .
L'église est classée au titre des monuments historiques depuis 1875. Plusieurs objets sont référencés dans la base Palissy (voir les notices liées).

## Géographie

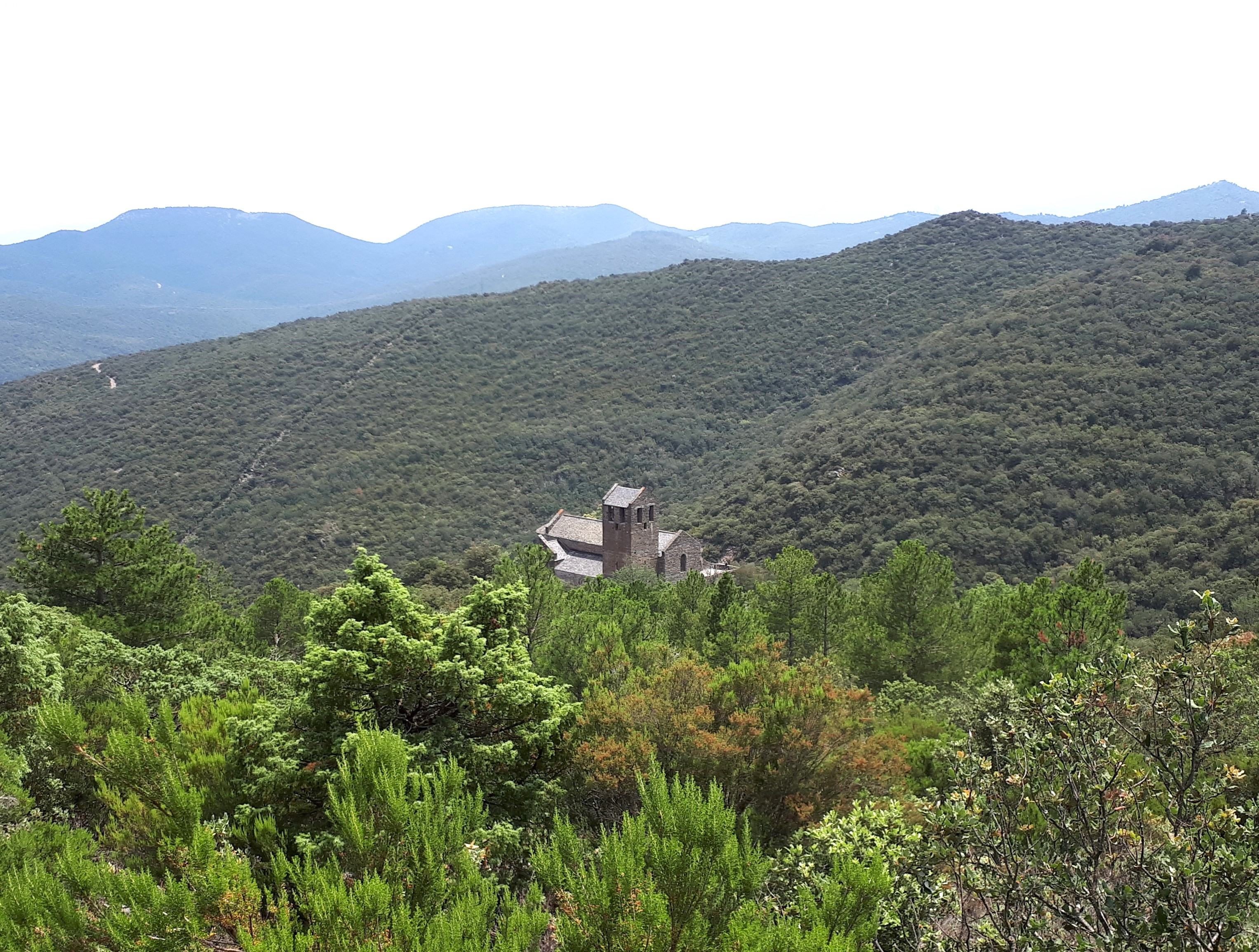
Vue vers le sud-est, sur le prieuré de Serrabona. Au loin, à gauche (et au-delà de la vallée du Boulès) : le mont Helena, qui se trouve au centre du massif des Aspres.

Le prieuré est situé sur l'ancienne commune de Serrabonne, aujourd'hui rattachée à Boule-d'Amont dans le département français des Pyrénées-Orientales en  région Occitanie, à une trentaine de kilomètres de Perpignan, dans le massif des Aspres sur les contreforts orientaux du massif du Canigou. Historiquement il est proche du Conflent dont dépend l'abbaye Saint-Michel de Cuxa avec laquelle il a des liens tant religieux qu'artistiques. 
Il est situé à proximité des gorges du Boulès à 600 mètres d'altitude, et demeure, encore aujourd'hui, d'accès difficile, les 150 mètres de la fin de la route se font à pied. Aucune route ne remonte la vallée du Boulès avant 1906 et la route qui monte au prieuré date de 1946. De ce lieu surélevé partent plusieurs sentiers de randonnée
.

## Historique
La plus ancienne mention du lieu remonte à 1069, date à laquelle une église paroissiale dédiée à la Vierge est citée. Le vicomte de Cerdagne et de Conflent et ses proches, seigneurs de Corsavy, installent et dotent un groupe de religieux suivant la règle de saint Augustin, composé de chanoines et de chanoinesses. Ces religieux ont la charge du service paroissial dans cette montagne qui, à cette époque, est habitée, nourricière et protectrice. Treize ans plus tard, en 1082, ils élisent un prieur sur un fond d'opposition entre autorités religieuses et pouvoir des comtes et des vicomtes que la réforme grégorienne cherche à déposséder de leurs fonctions religieuses.
L'église est construite en deux temps. La nef étroite bâtie en moellons allongés voûtée en berceau correspond à la première construction. L'église est ensuite agrandie en lui ajoutant un clocher, un collatéral nord, un transept muni d'absidioles et un chevet semi-circulaire. Sont également ajoutés les bâtiments monastiques: flanquant la nef au sud le cloître, à une seule galerie en raison du rocher abrupt, donne accès à l'ouest à une construction massive à trois niveaux qui constitue le monastère dont le chapitre est mixte. Ces grands travaux sont rendus possibles par les récentes dotations dont bénéficie le prieuré. La nouvelle collégiale est consacrée le 25 octobre 1151 par Artal, évêque d'Elne, accompagné de Bernard Sanche, évêque d'Urgell, et des abbés de Saint-Michel de Cuxa et Sainte-Marie d'Arles-sur-Tech sous le nom de Santa Maria de Serrabona. L'acte rapportant cette consécration indique que l'agrandissement de l'église a été fait par le prieur Pierre Bernard et les habitants de Serrabone.
La date de construction de la tribune a fait l'objet d'un débat entre historiens de l'art. L'importance et la qualité de son décor sculpté par rapport au caractère fruste de l'architecture de l'église ont fait supposer à Christiane Fabre et Marcel Robin que cette tribune avait été transportée à Serrabona au début du XIXe siècle. Marcel Durliat démontre dans un article sur le prieuré, en comparant avec une tribune du XIIIe siècle encore existante (Abbaye de Vezzolano) et en analysant les modifications faites dans l'architecture de l'église pour permettre son installation, qu'elle a été construite pour cette église au moment de son agrandissement. Depuis les années 1970 un consensus confirme que la tribune est bien construite pour le prieuré, qu'elle n'a pas changé d'emplacement, sa datation serait postérieure de peu de celle de Saint-Michel de Cuxa et proche de la consécration de 1151,.
L'apogée du prieuré est de courte durée : les troubles commencent aux XIIIe et XIVe siècles avec l'individualisme croissant des chanoines (maisons privatives au lieu de partager les lieux de la vie commune comme le stipule la règle). La décadence devient alors inéluctable et atteint un tel degré au cours du XVIe siècle que le pape sécularise alors le prieuré, comme tous ceux rattachés à la règle de saint Augustin en Espagne, en 1593. Le prieuré est alors rattaché à la cathédrale de Solsona avec tous ses bénéfices. Le dernier prieur Jaume Serra meurt en 1612, le prieuré perd son statut de collégiale, il devient une simple église paroissiale et tombe lentement dans l'abandon et l'oubli. Des textes signalent que des bergers et leurs troupeaux se réfugient occasionnellement dans le cloître ou l'église. Ce n'est qu'en 1894 que le chapitre de Solsona revend l'ancien prieuré,.
En 1789, deux murs sont construits pour soutenir la voûte, un à quelques mètres devant la tribune et un au-dessus qui utilise des éléments de la balustrade. Ils mettent en boite la tribune, la protégeant au XIXe, mais ils n'empêchent pas l'effondrement en 1819 de la  partie occidentale de l'église, minée par les intempéries. Une maison pour le fermier est construite dans la partie effondrée et un grenier à foin est aménagé au-dessus de la tribune. La rangée intérieure de colonnes et chapiteaux du cloître est démontée afin de constituer un retable dans l'abside pour éviter la mise en vente de ces chapiteaux par le chapitre de Solsona. La commune de Serrabone, trop pauvre et dépeuplée, est supprimée en 1822. Le prieuré est visité par Prosper Mérimée en 1834 mais il n'apprécie pas les chapiteaux romans de la galerie méridionale qu'il n'aperçoit qu'à la lueur d'une torche par le passage du collatéral nord,. Une première campagne de restauration de l'église est entreprise en 1836. Le prieuré de Serrabona est classé au titre des monuments historiques en 1875.

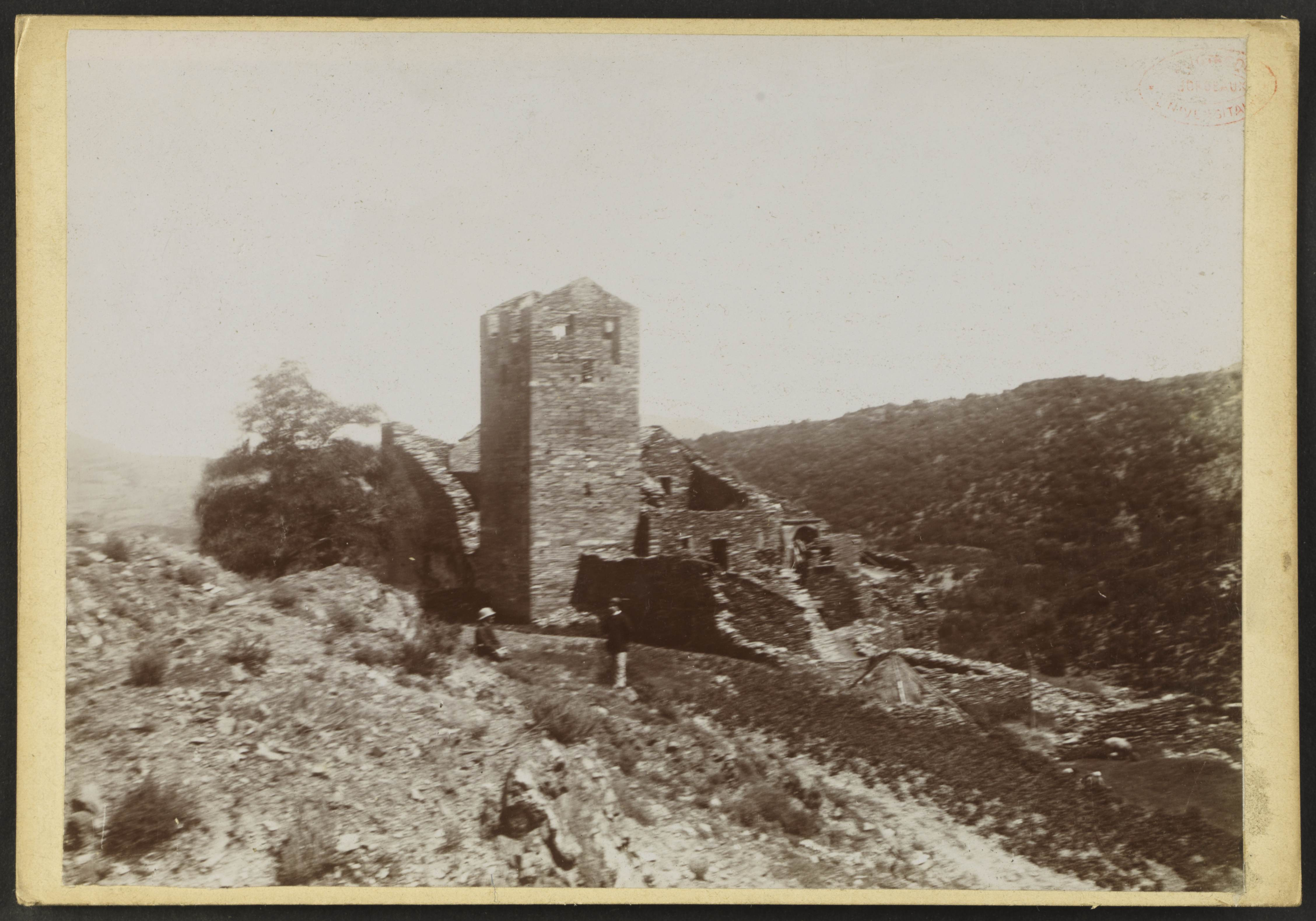
Le prieuré au début du XXe siècle
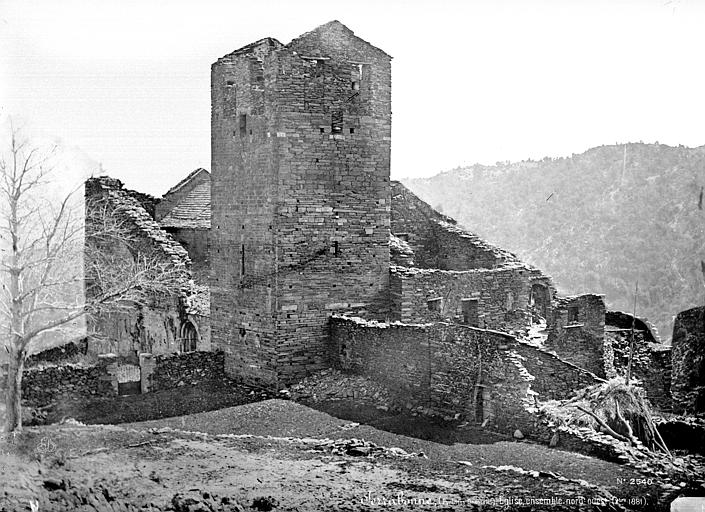
Vue nord-ouest
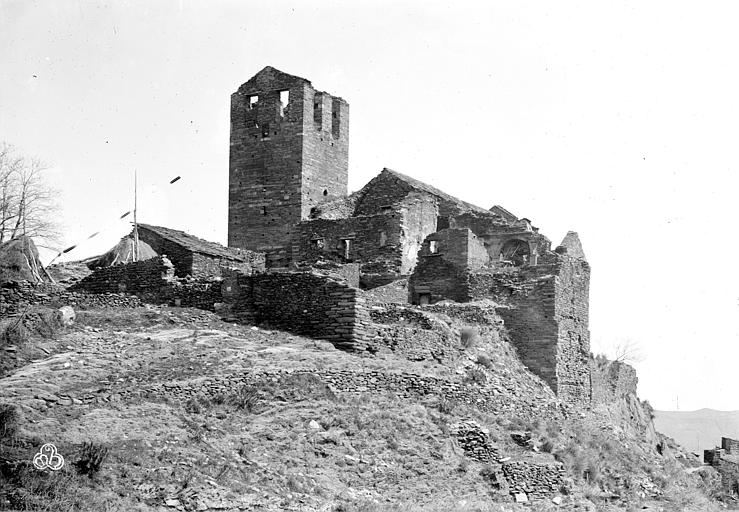
Vue sud-ouest

Devenu la propriété de Henri Jonquères d’Oriola, des travaux de restauration sont entrepris dès 1906 en commençant par la toiture du clocher, la restauration se poursuit tout au long du XXe siècle. La tribune-jubé en marbre rose est dégagée entre 1920 et 1922 puis en 1950 mais les éléments réutilisés de la tribune sont mal préservés voir dispersés ou volés. En 1956 le département des Pyrénées-Orientales fait l'acquisition du site, le conseil général puis départemental en assure depuis la gestion.
Sylvain Stym-Popper rend à l’église du prieuré ses dimensions d’origine en reconstruisant la partie effondrée. Il reconstitue la façade occidentale(1969). En 1978, un incendie menace le prieuré, pour protéger cet espace naturel des mesures de sensibilisation et de protection sont prises. En 1981, le territoire autour de ce haut-lieu de l'art roman est protégé. Décidé en 2011, l'anastylose de la balustrade de la tribune à partir des fragments conservés ou retrouvés est achevée en 2014 permettant sa présentation au public.

## Description

### L'église

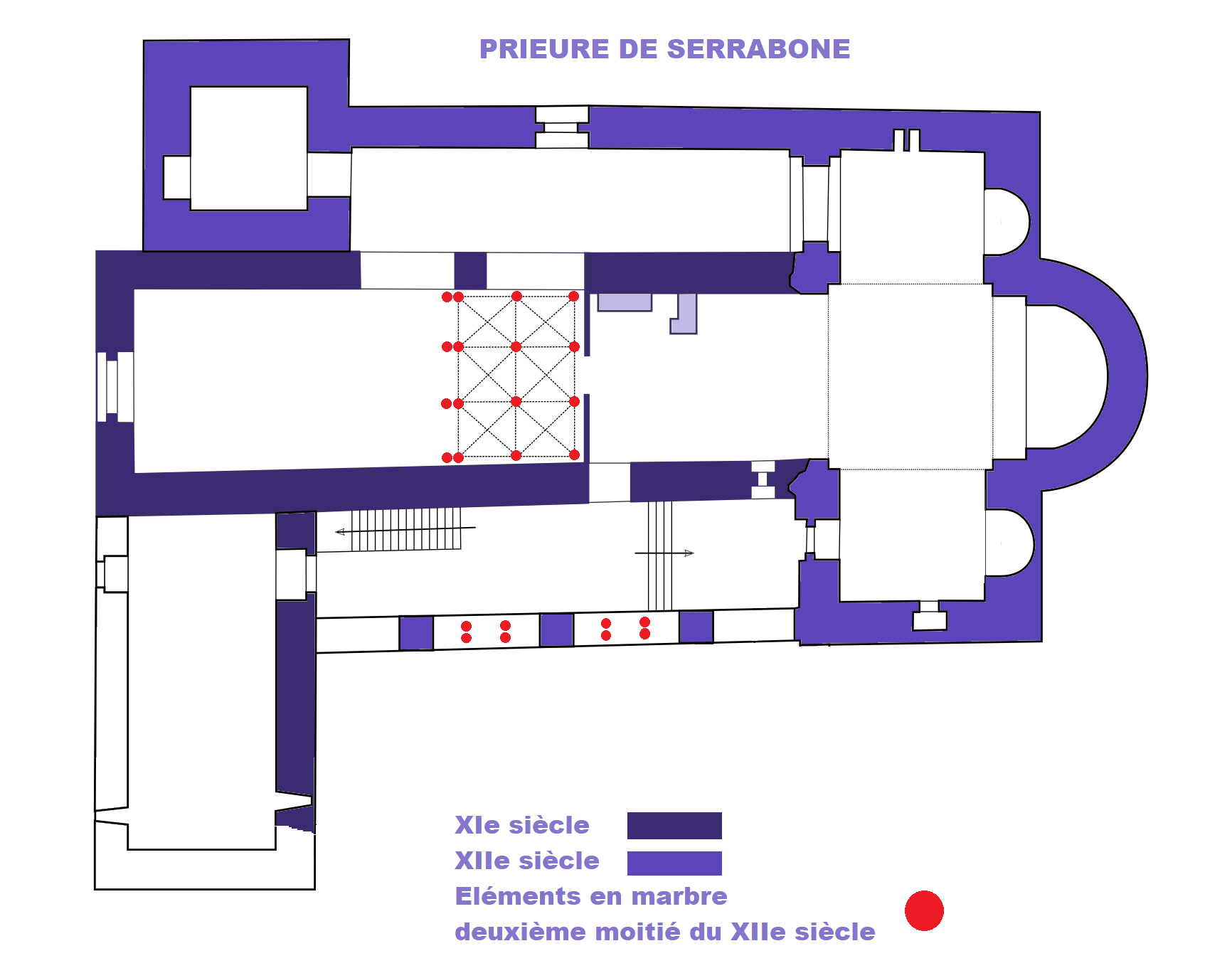
Plan

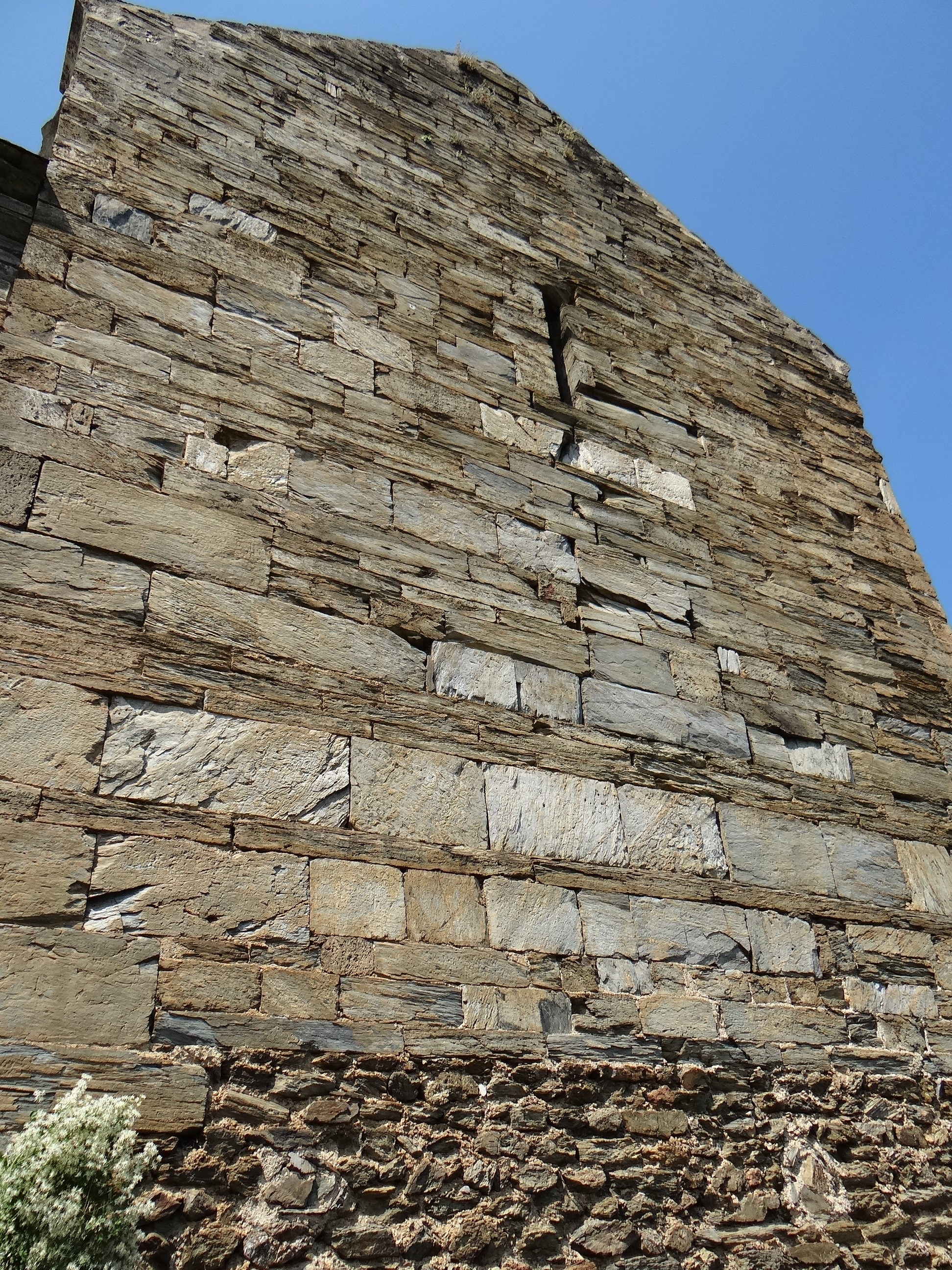
Détail de l'appareillage de l'agrandissement de l'église

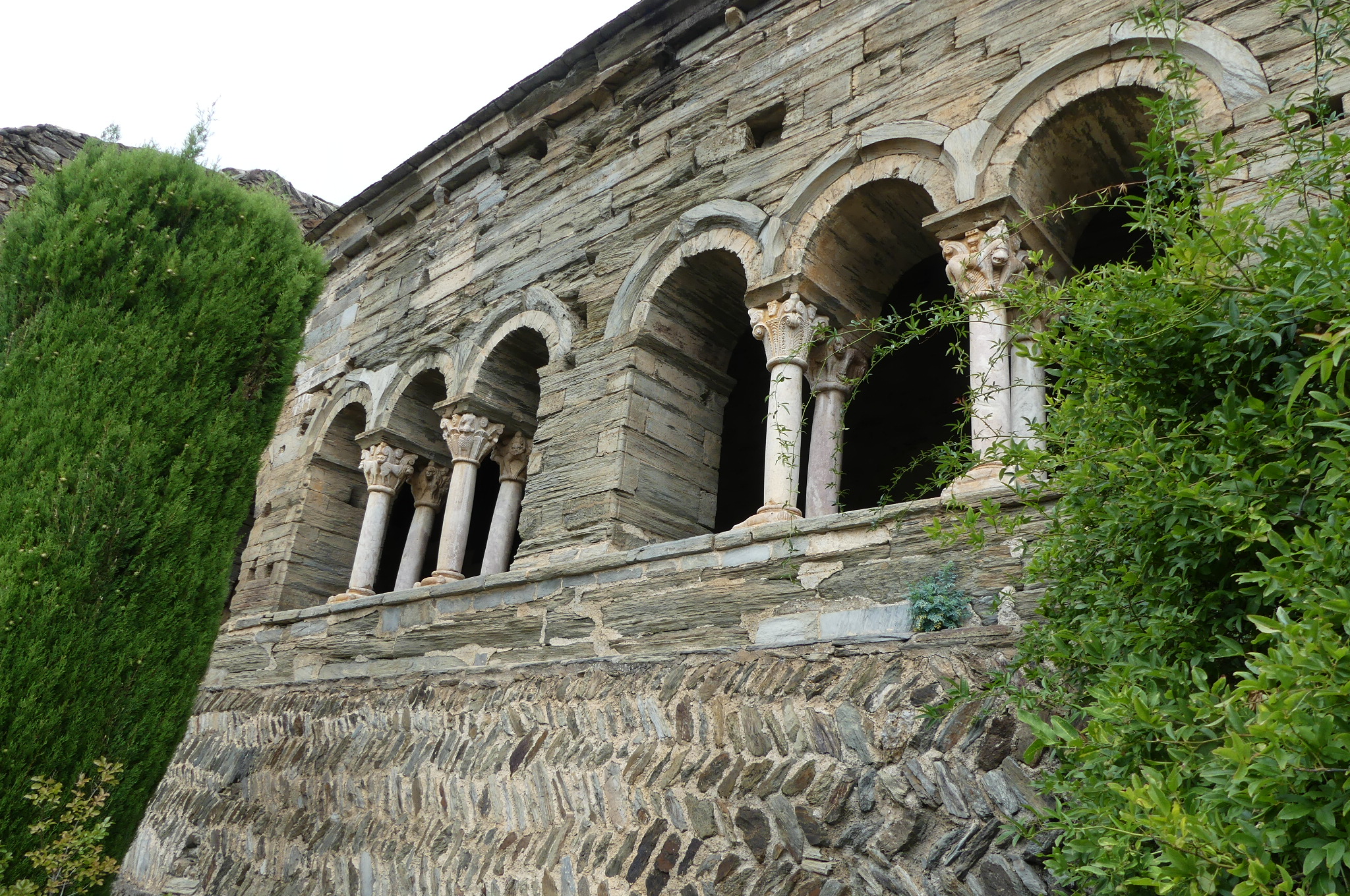
Galerie du cloitre appareillage en opus spicatum et blocs de chant

L'église actuelle est formée par la nef de l'église antérieure (celle de la mention de 1069), à laquelle est adjoint un clocher carré prolongé par un collatéral nord, un transept avec deux absidioles non saillantes à l'extérieur et une abside centrale semi-circulaire lors des travaux d'agrandissement du XIIe siècle. Au sud pas de collatéral mais une galerie de cloître conduit à l'ouest aux bâtiments du monastère. C'est cet édifice, consacré en 1151, que l'on peut voir aujourd'hui. Cependant, toute la partie occidentale, effondrée au début du XIXe siècle, a été refaite dans les années 1960. La façade occidentale est alors dotée d'une large baie. Les murs en schiste local utilisent un appareil avec des pierres posées de chant bien ajustées dont l'aspect est plus impressionnant, au-dessous plusieurs des murs sont appareillés en opus spicatum.
Les deux vaisseaux communiquent entre eux par deux arcades percées dans le mur les séparant (mur faisant partie de l'édifice du XIe siècle) dans la partie de la nef réservée aux laïcs. La nef est voûtée en berceau brisé, le collatéral nord en demi-berceau. Les trois absides sont voûtées en cul-de-four.
La longueur interne est de 24,50 m, celle du transept de 14,70 m et la hauteur de la nef 10,70 m. L'épaisseur du mur de la nef est de 1,50 m et il n'y a pas de contrefort.
Il reste peu de choses de la décoration intérieure peinte si ce n'est le reste d'une fresque du XIIe sur le mur sud de la nef, fragment d'une descente de croix et d'une possible nativité et des traces de polychromie en particulier sur l'intrados et les voussoirs de la fenêtre de l'abside. Cette fenêtre, juste au-dessus de l'autel principal est ornée d'une archivolte de section circulaire reposant sur deux chapiteaux et colonnes en marbre de villefranche. L'ensemble sculpté, de même facture que la tribune, n'a, comme les arcs de celle-ci, aucun rôle architectural. Une croix de consécration est visible sur le mur sous la tribune.
La visite de l'église permet d'admirer une grande cuve baptismale monolithique en marbre rose à l'extrémité est du collatéral nord et un bénitier octogonal en marbre près du mur de la tribune côté chœur.

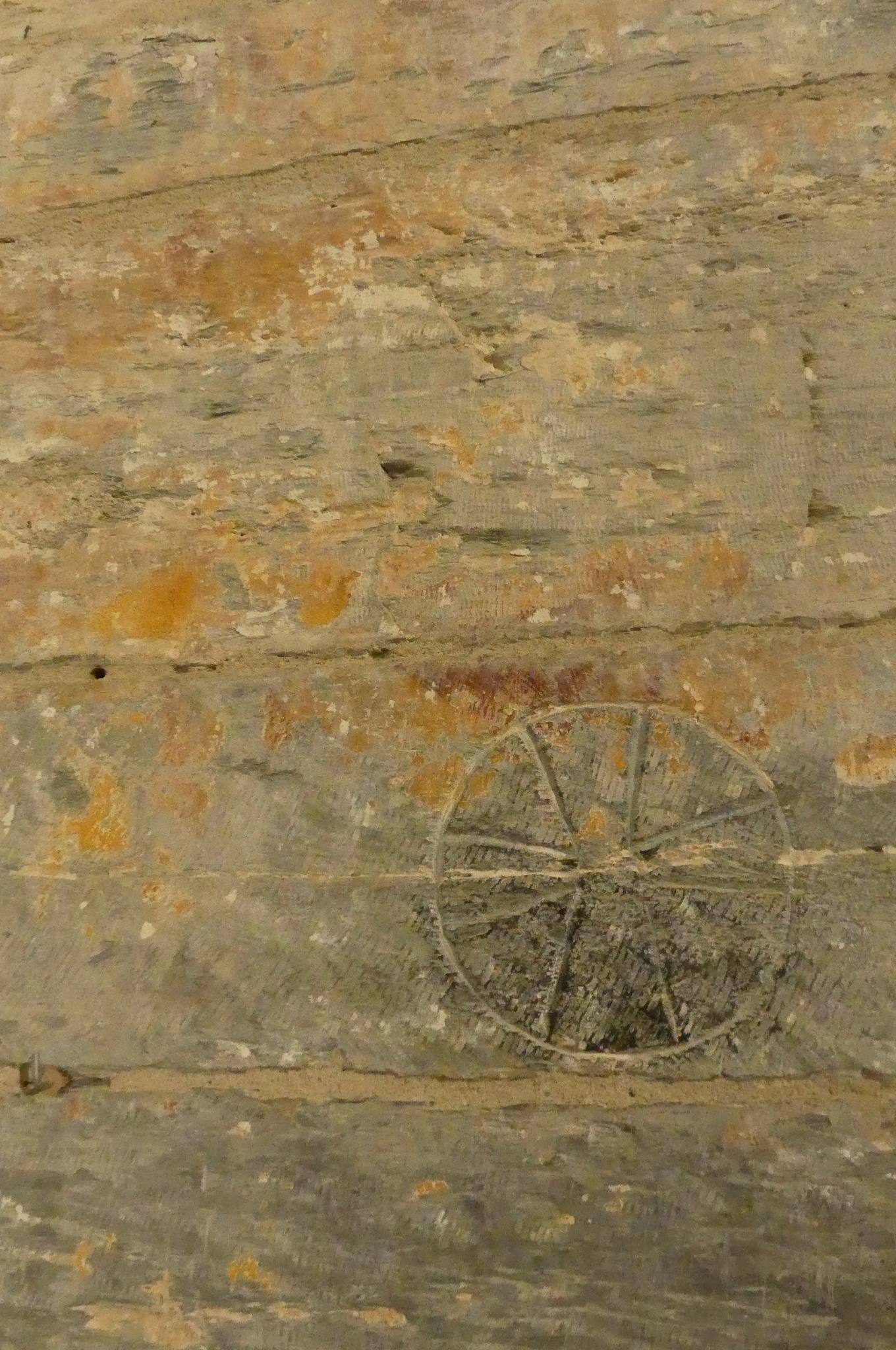
croix de consécration (1151)
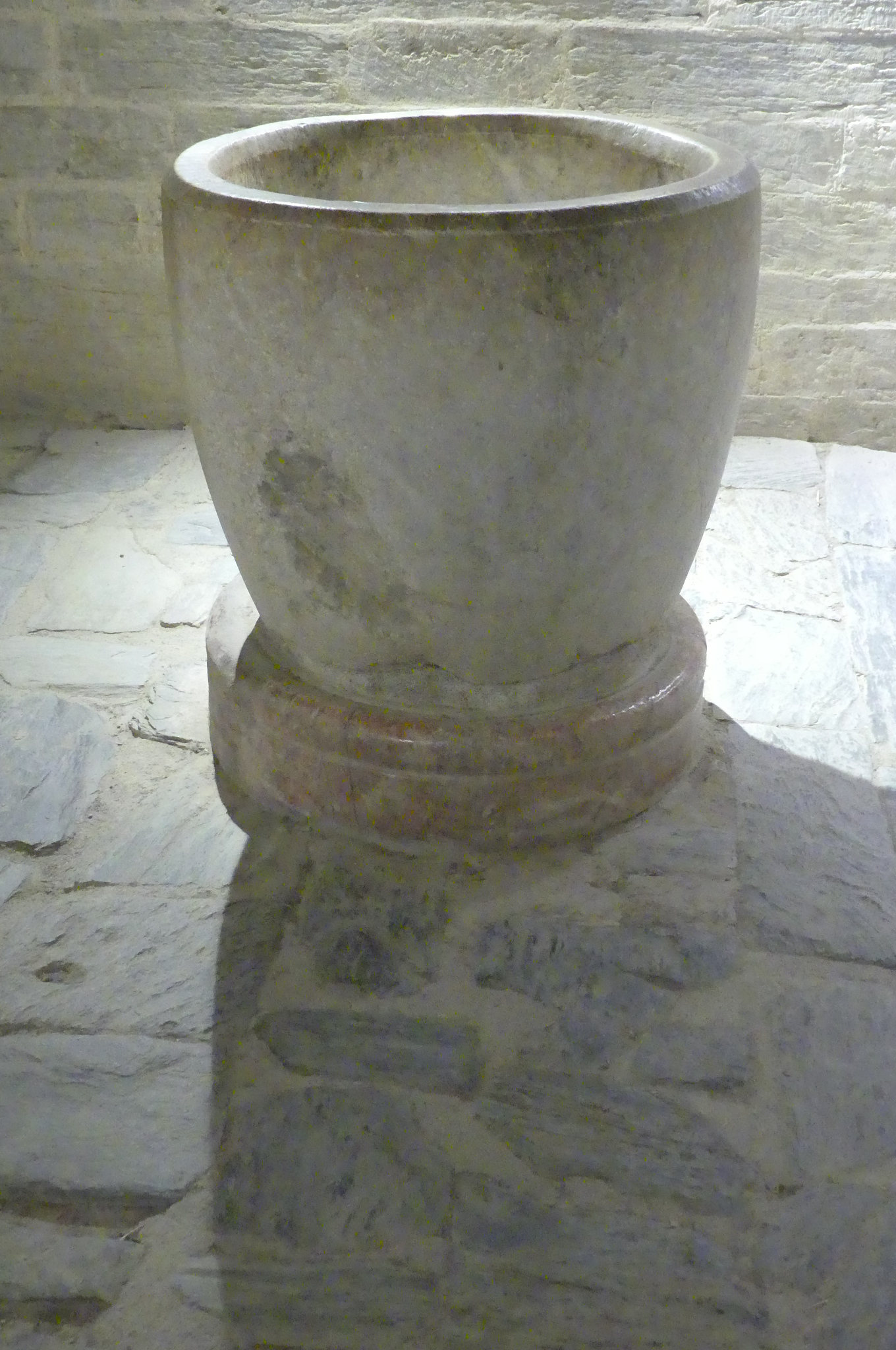
Cuve baptismale
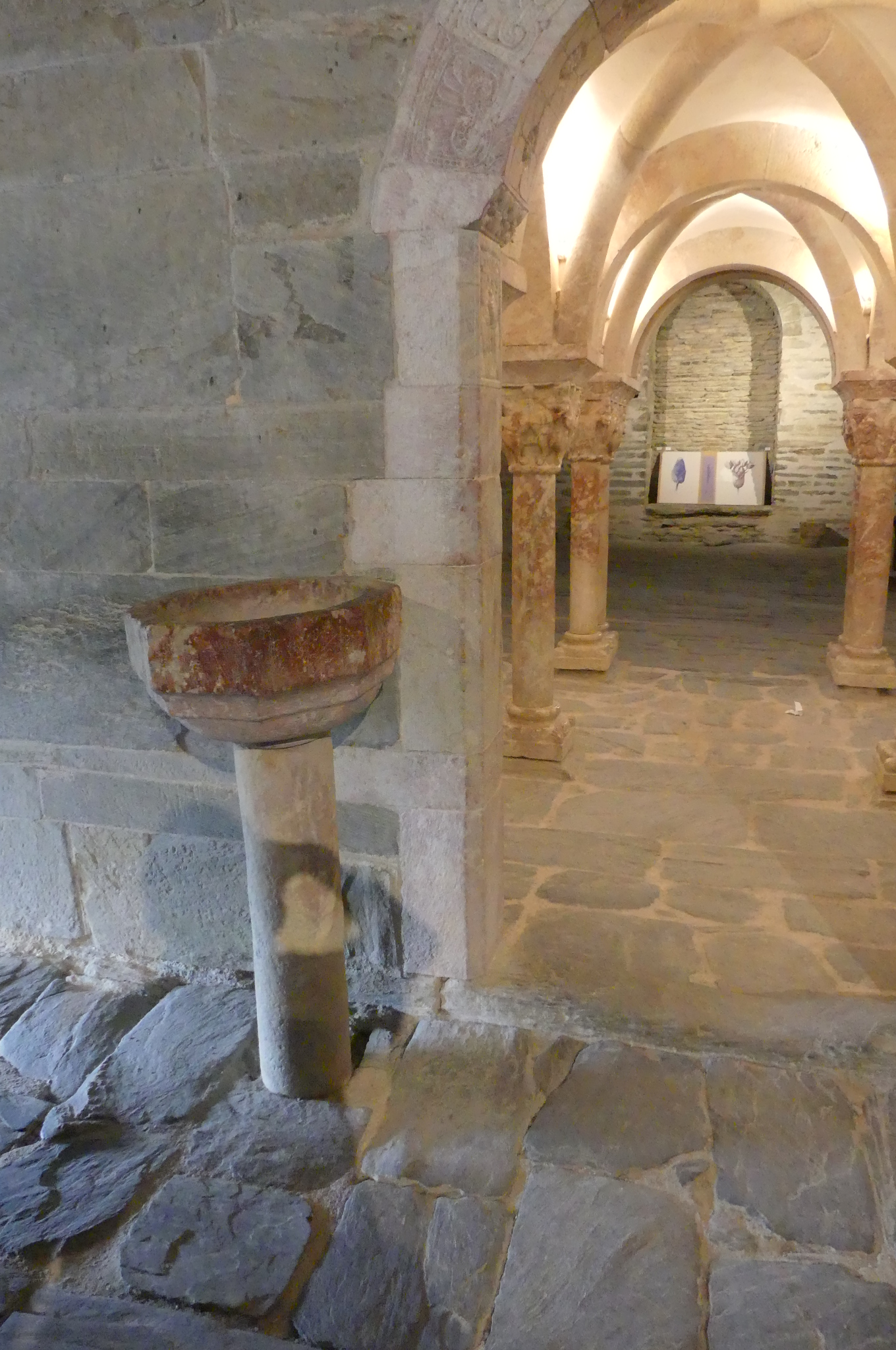
Bénitier
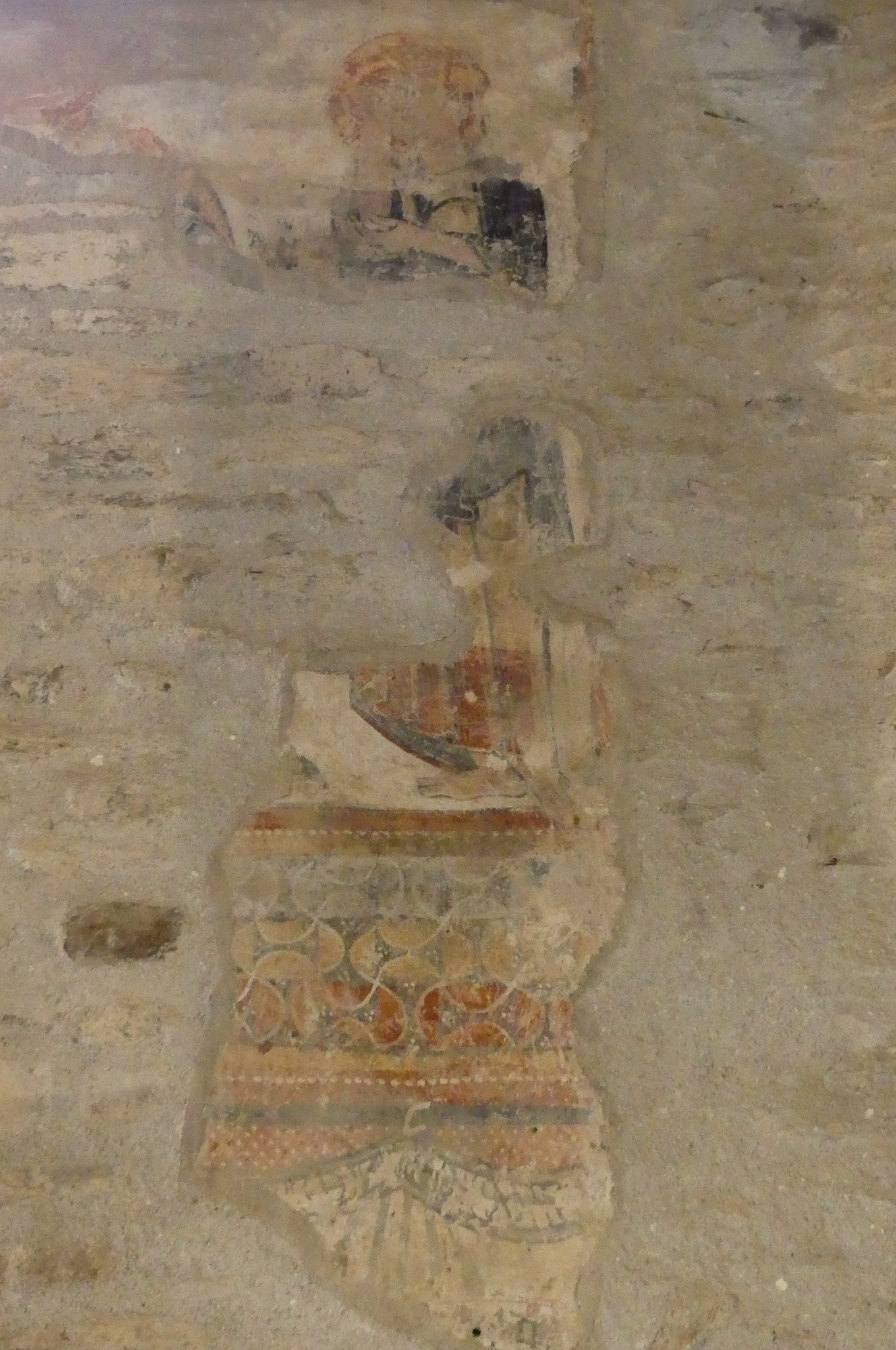
Peinture murale 12e

#### Portail Nord
Ouvert sur le mur gouttereau de schiste du collatéral nord il permet l'accès des laïcs. Deux colonnes de marbre reçoivent un boudin recouvert de motifs en méplat. Le chapiteau de gauche dont on peut trouver un modèle semblable à l'abbaye Saint-Michel de Cuxa représente un Christ trônant, bénissant de la main droite et tenant un livre dans l'autre. Des anges dissimulant leurs corps derrière des ailes l'entourent. Sur le chapiteau de droite, deux lions se rejoignent dans l'angle dans une tête commune. ces deux chapiteaux sont volés en 2000 et sont remplacés par des copies en résine.

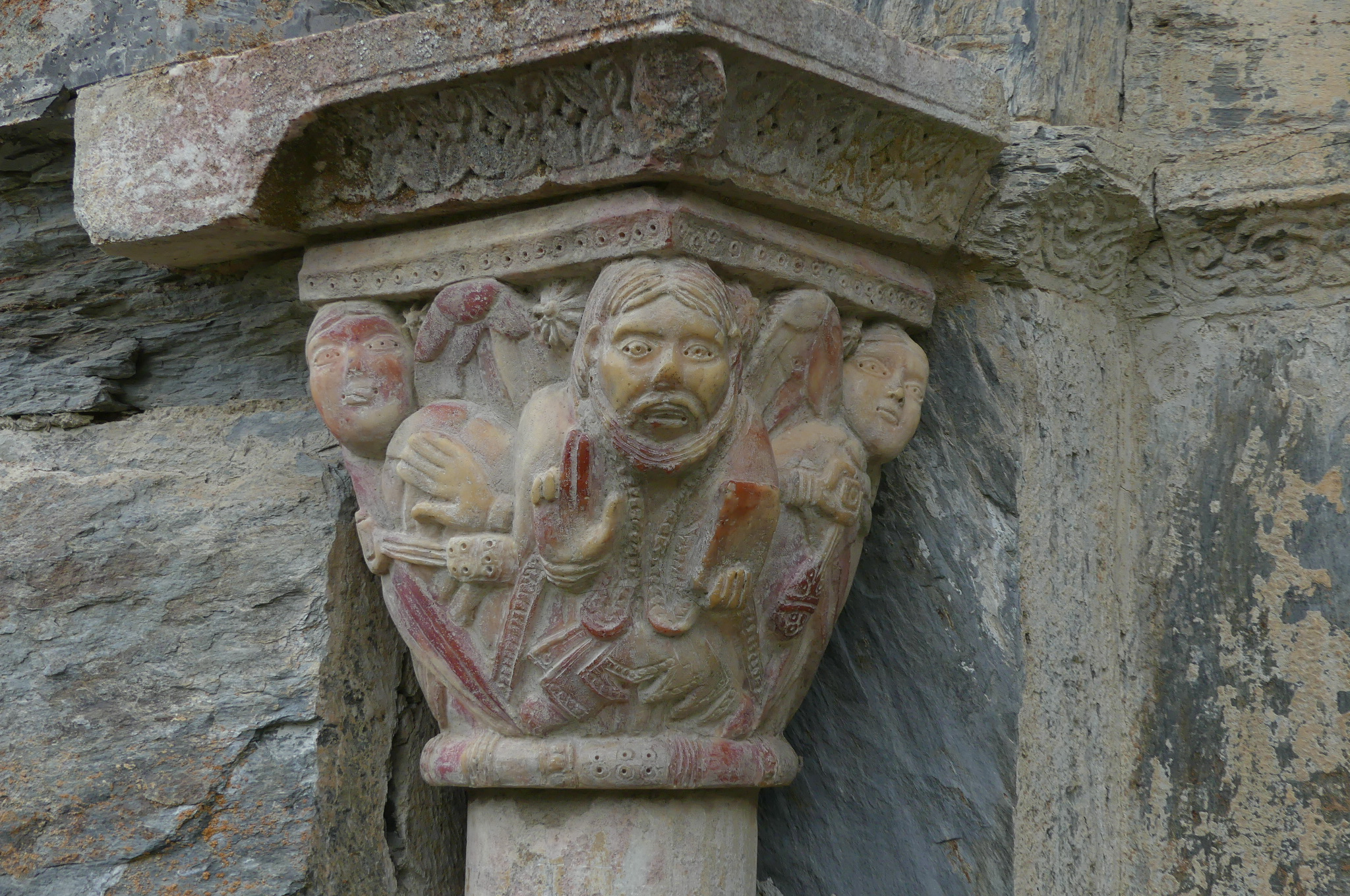
Christ bénissant
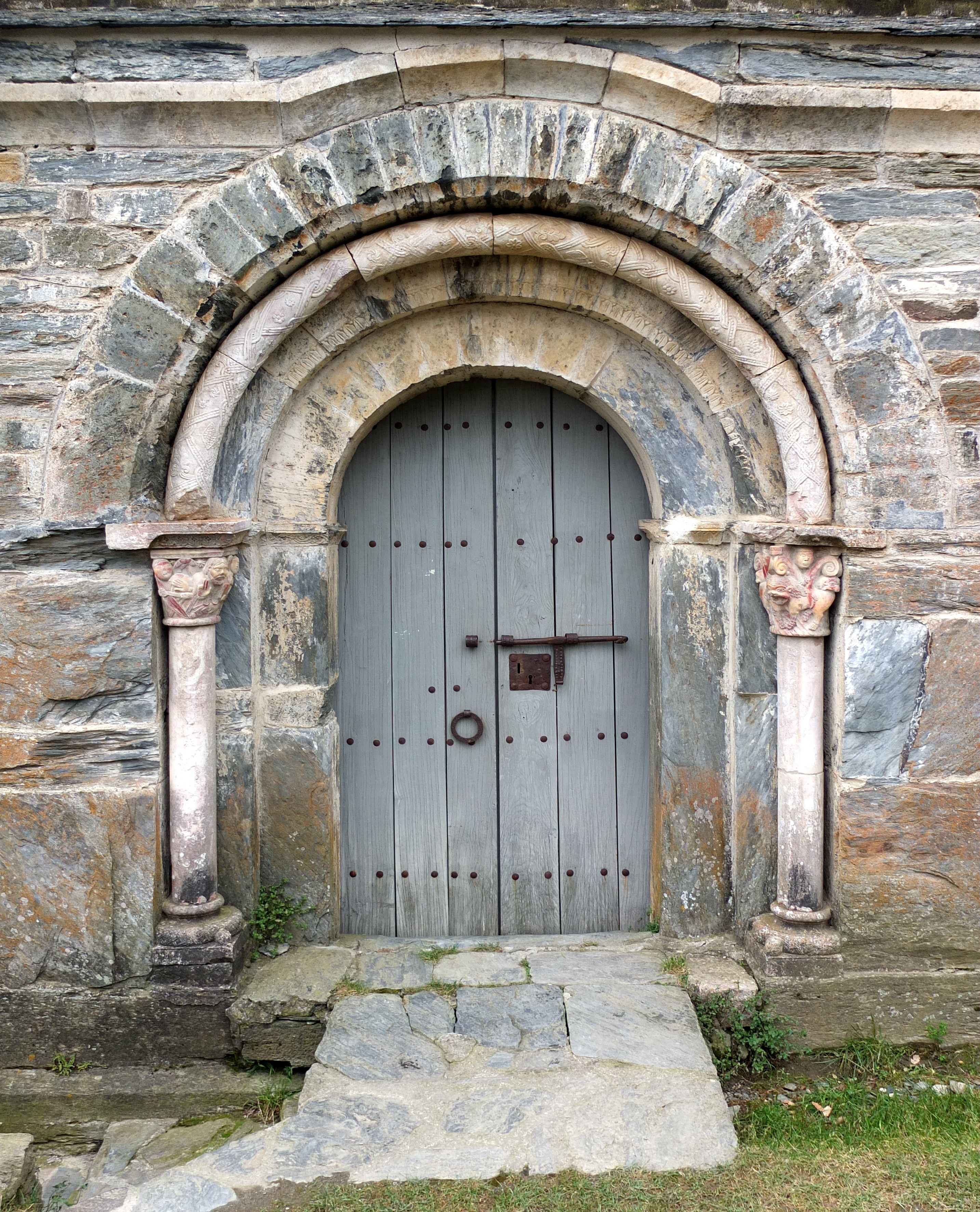
Entrée des laïcs
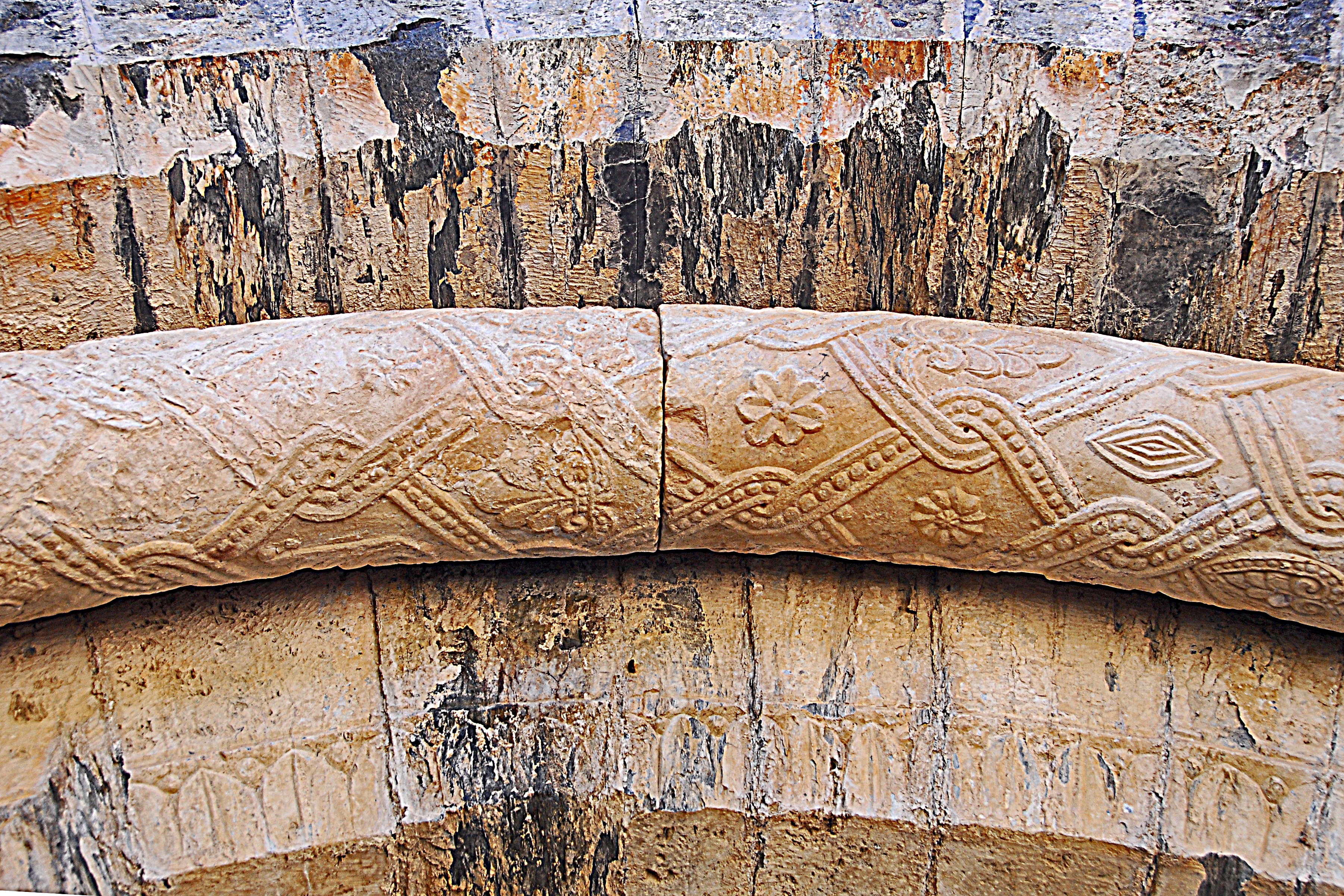
Arc en marbre
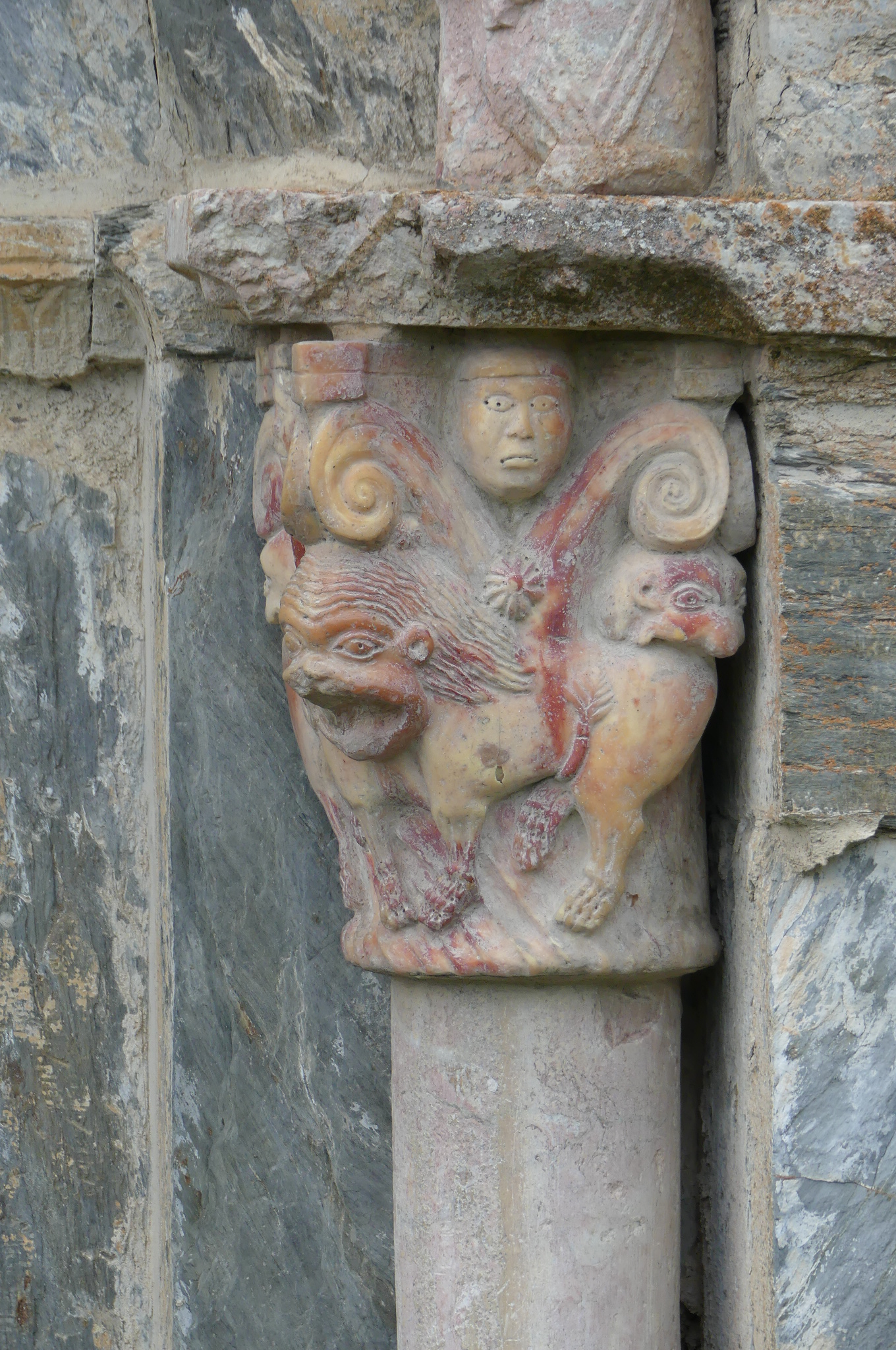
Lions et têtes d'homme

### La tribune-jubé

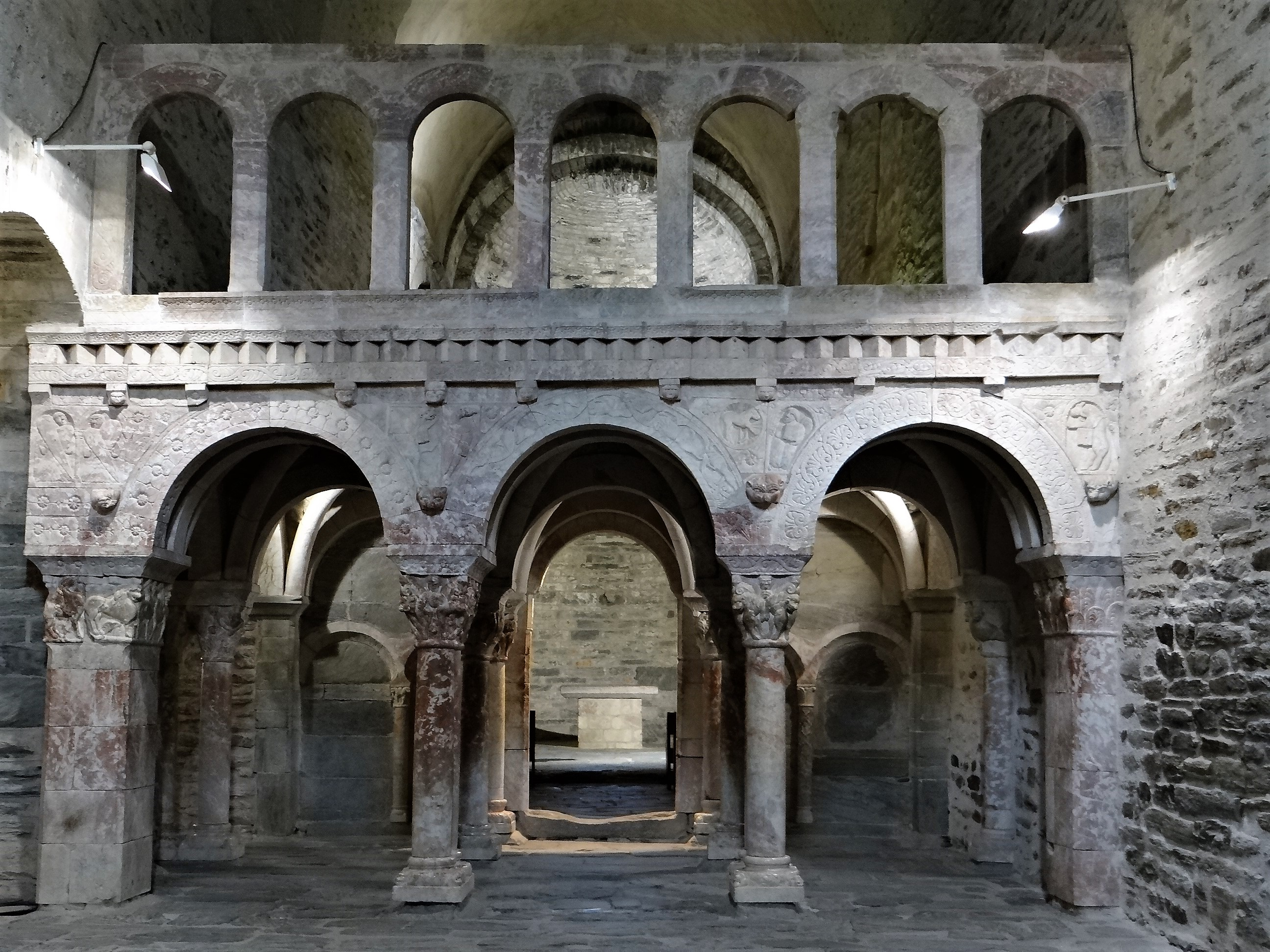
Façade occidentale et avec la tribune restituée sur le jubé en 2014

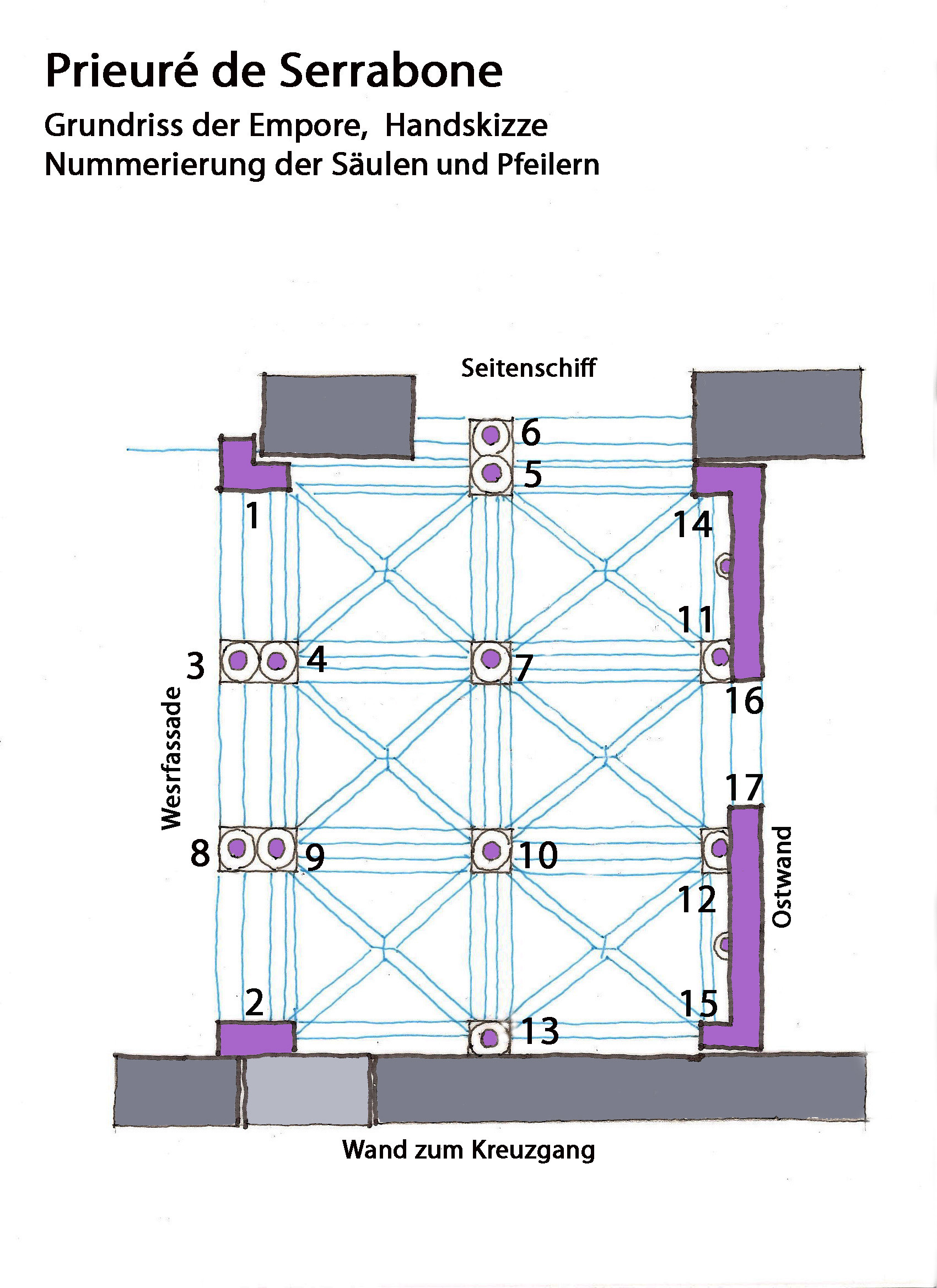
Vue en plan de la tribune

#### Fonction
C'est un jubé permettant de séparer le chœur liturgique où se réunissent les chanoines, de la partie de la nef où sont rassemblés les fidèles. Son emplacement au milieu de la nef, l'organisation de la circulation autour et la décoration privilégiant sa façade occidentale face aux laïcs le confirment. C'est une tribune dont la surface supérieur d'environ 25 m2 et sa situation permettent la proclamation  de la parole ou le chant des offices face à l'assistance. L'accès de la terrasse se fait par un escalier contre le mur nord côté chœur. Le consensus actuel affirme que cette tribune-jubé a toujours été à cet emplacement comme le prouve, entre autres, son ajustement à l'arc de communication avec le collatéral nord. Ce n'est donc pas une tribune monastique de chœur comme à l'abbatiale Sainte-Marie de Cruas. Une telle tribune est une forme architecturale rare, il ne reste que des vestiges de celle de l'abbaye Saint-Michel de Cuxa demantelée depuis le XVIe siècle,,,. Les études du XXIe siècle ne retrouvent pas pour cette période romane du XIIe des équivalents conservés de ces deux tribunes-jubés. Elles font le rapprochement avec d'autres structures romanes comme les restes archéologiques des jubés-barrières en pierre de Cluny et de Souvigny, les ambons surélevés sculptés, les tribunes en pierre et les façades d'entrée de crypte sous chœur.

#### Description
Elle se présente comme un barlong de 5,60 m de large, 4 / 80 m de profondeur et 3,10 m de hauteur surmonté au-dessus de la façade occidentale d'une balustrade de 1,50 m restituée en 2014. La façade, les piliers, les chapiteaux, les arcs et tous les décors sont en marbre rose provenant des carrières de Bouleternère,. Composée de trois arcs transversaux, développée sur deux travées elle est ornée d'un riche décor finement sculpté. La façade occidentale, face aux fidèles, est la plus décorée, les thèmes développés dans les écoinçons : l'agneau pascal, les quatre évangélistes et leur symbole du tétramorphe, sont ceux trouvés habituellement sur les ambons. Côté chœur un mur de schiste, bien appareillé, s'ouvre avec un seul arc central en marbre décoré. Les trois voûtes d'arête de chacune des deux travées sont soulignées par des nervures de marbre en "croisée d'ogive" qui n'ont qu'un rôle décoratif. Les arcs reposent sur des piliers doubles en marbre rose avec bases et chapiteaux sculptés. La partie supérieure de la façade occidentale est composée d'une corniche à motif de frise géométrique reposant sur des corbeaux. Au-dessus, en 2014 la balustrade de 1,50 m démantelée en 1789 est reconstituée malgré ses lacunes, fruit d'une anastylose de trois ans. Elle est faite de sept arcs reposant sur des piliers carrés surmontés d'une corniche.

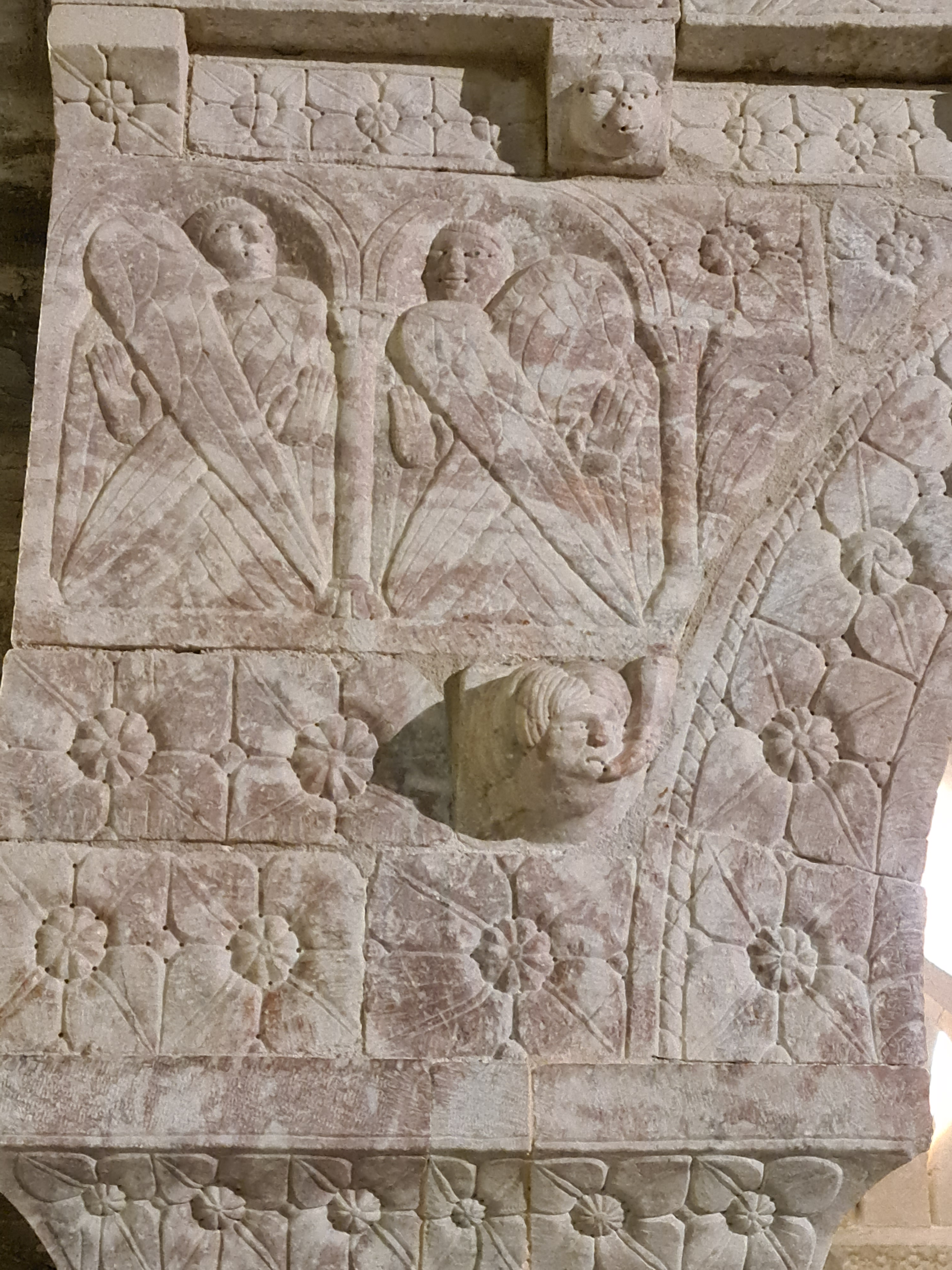
Façade de la tribune deux séraphins
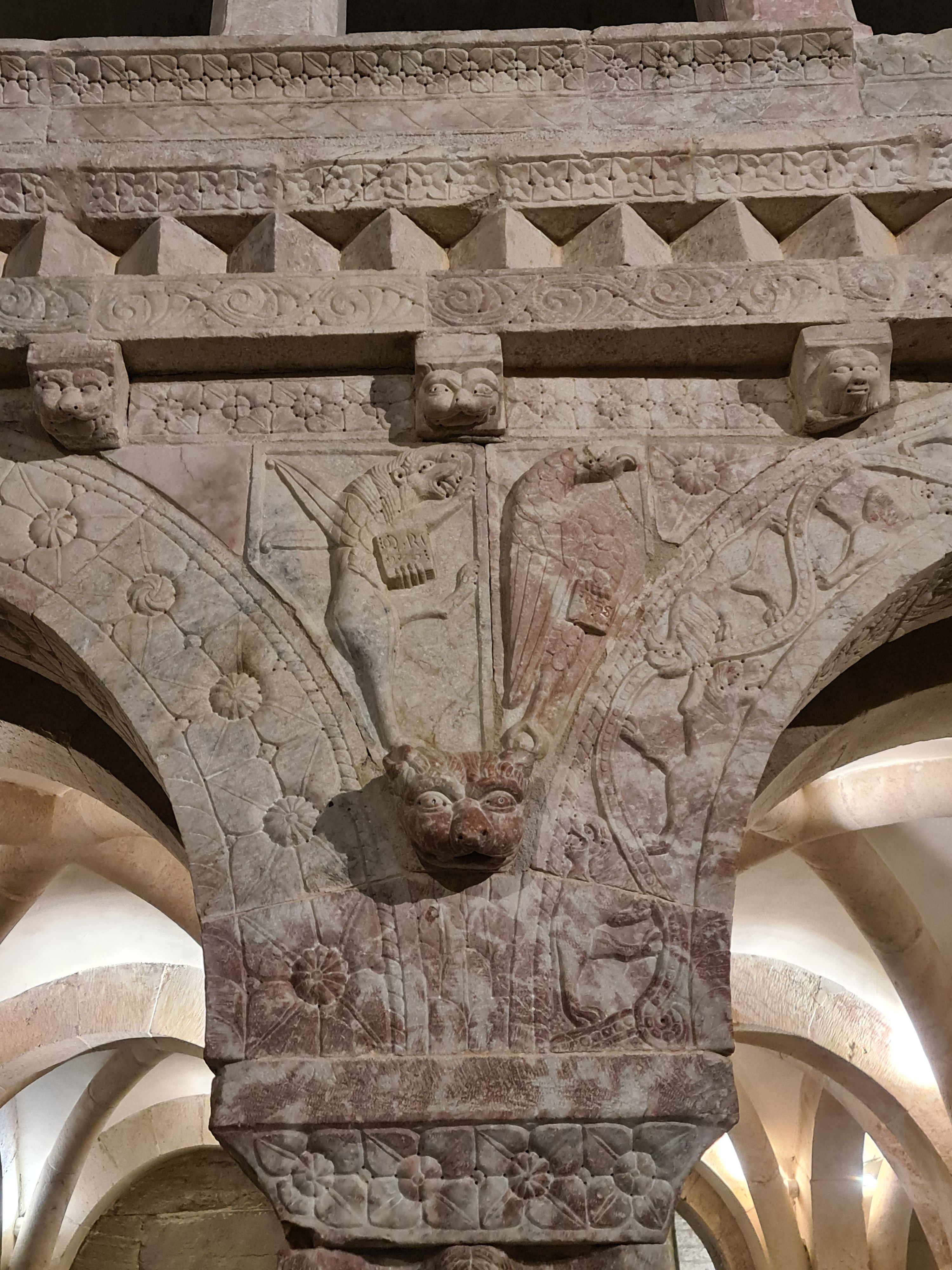
Façade de la tribune Marc le lion Jean l'aigle
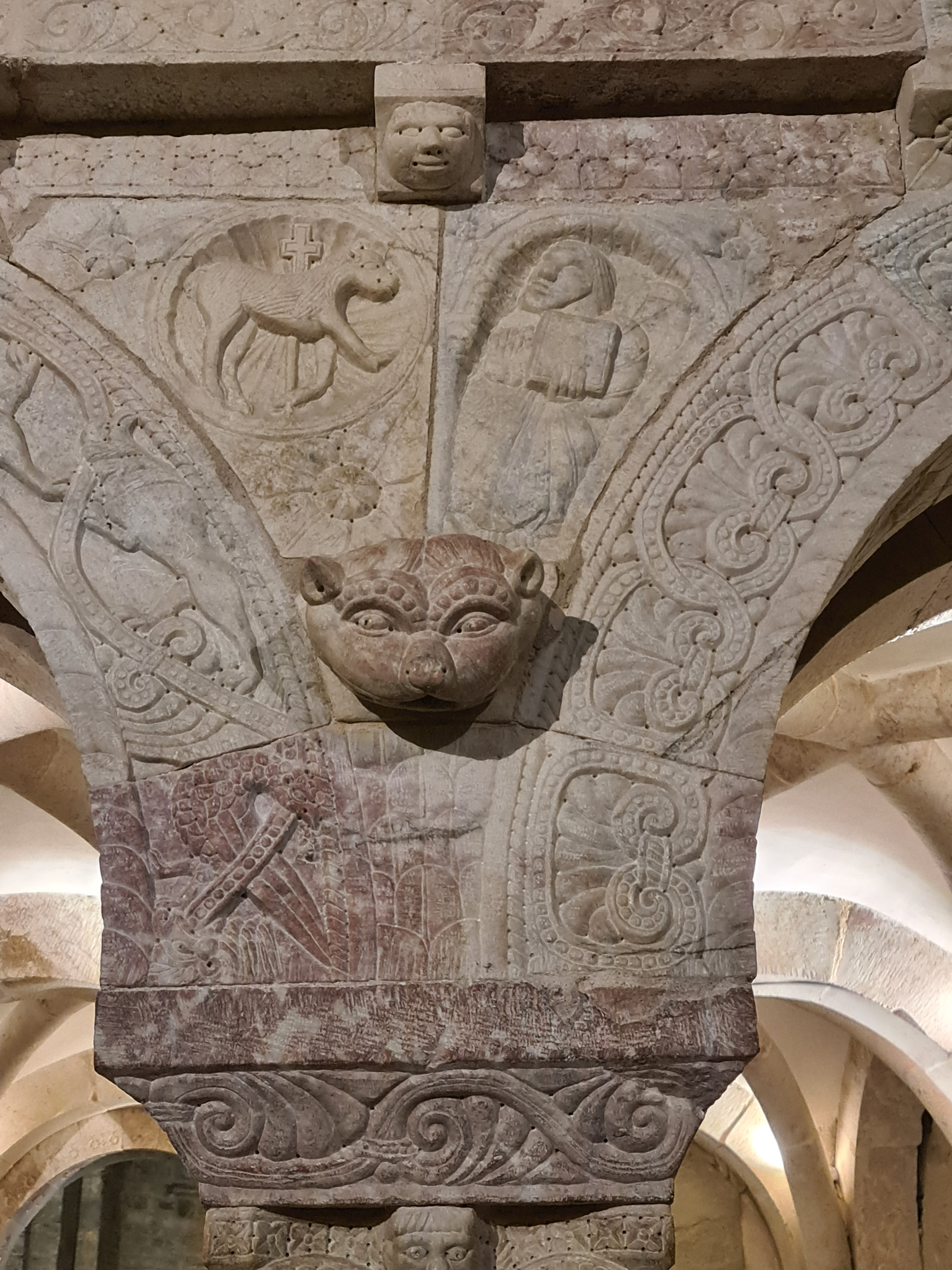
Façade de la tribune l'agneau crucifère et Mathieu l'homme
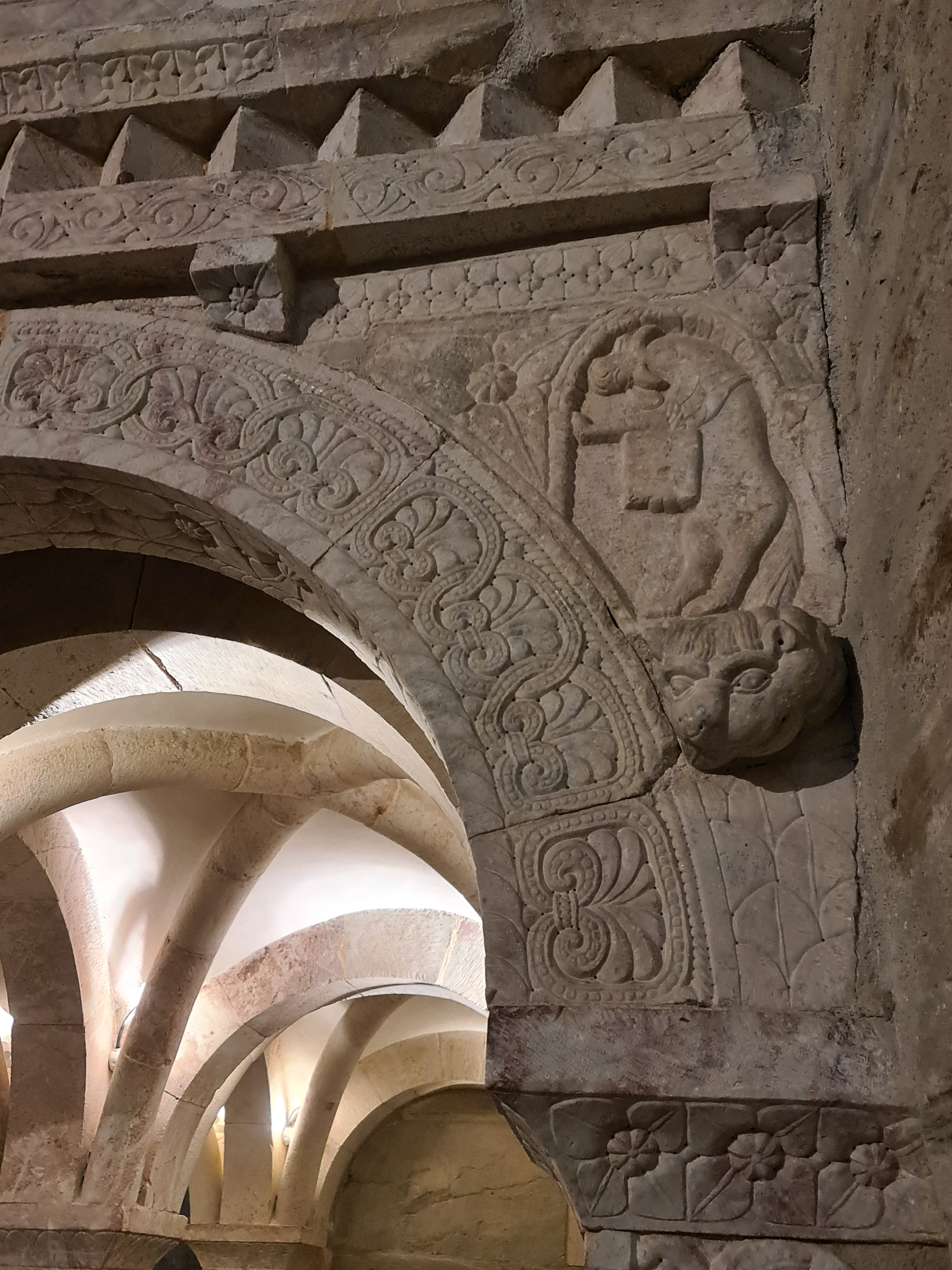
Façade de la tribune Luc le taureau
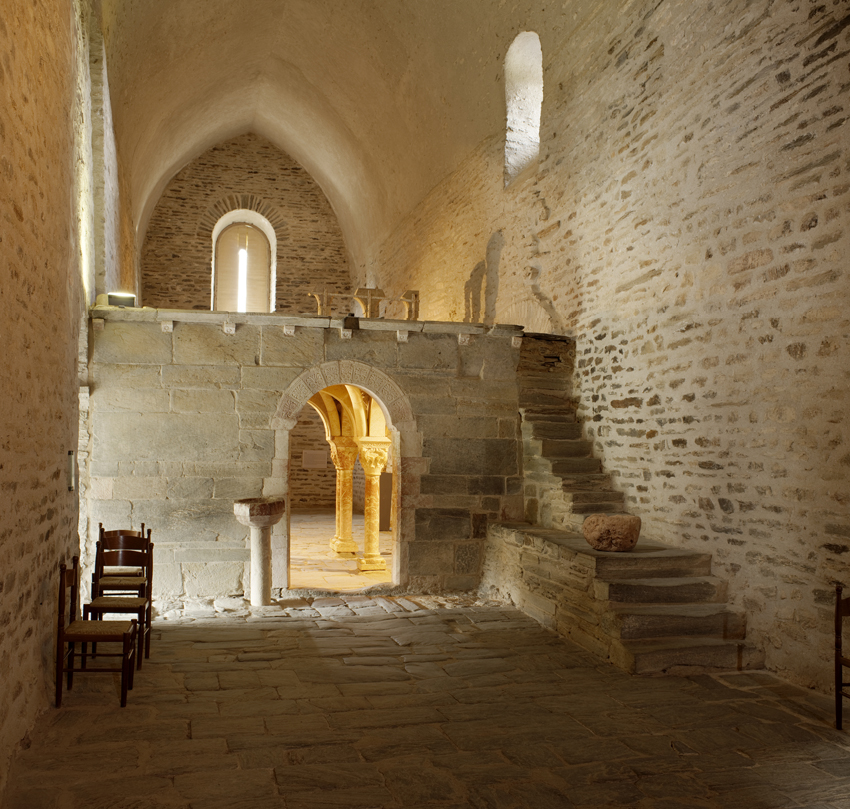
Le chœur et l'escalier de la tribune
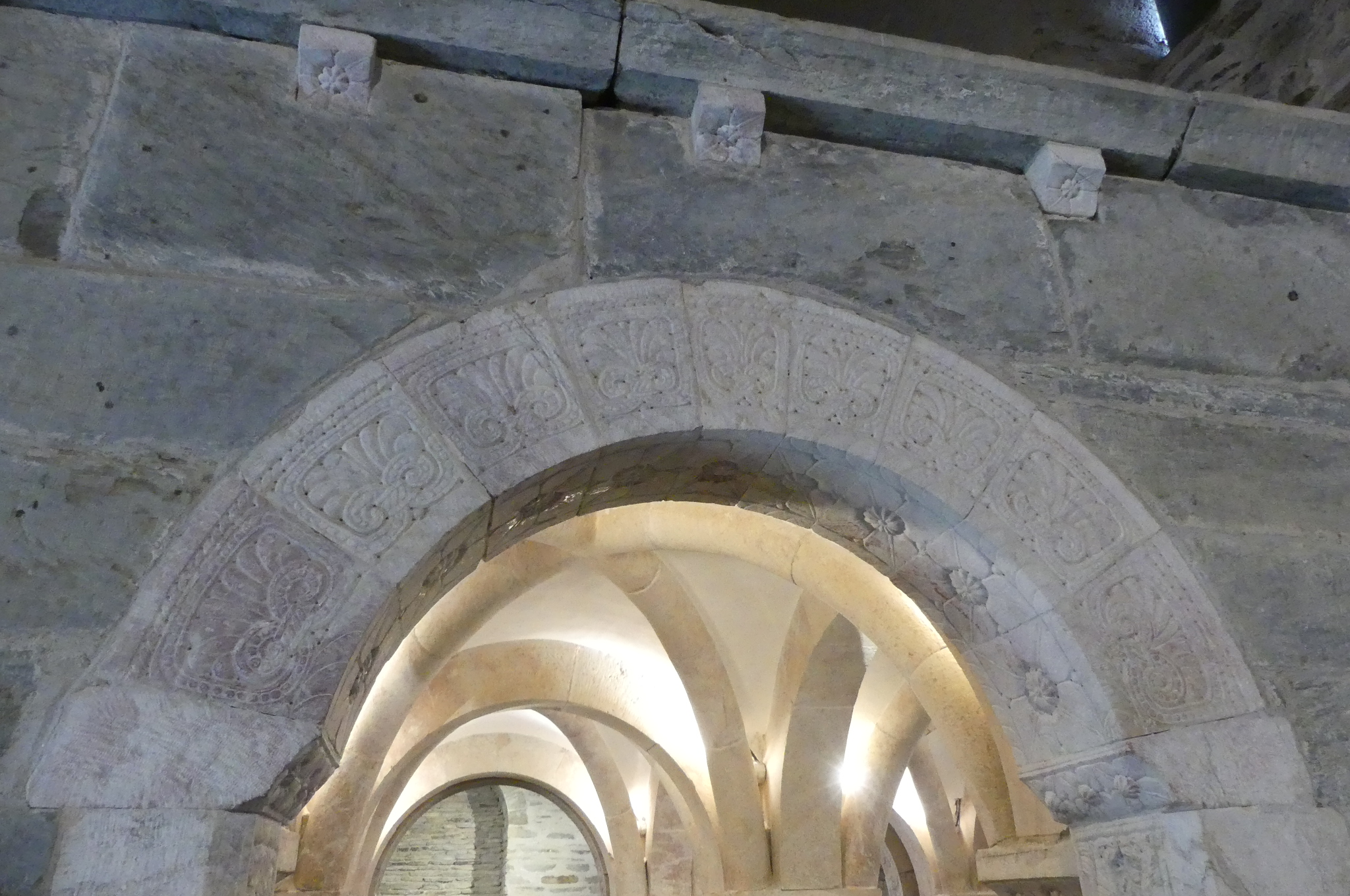
Détail de l'arc en marbre côté chœur
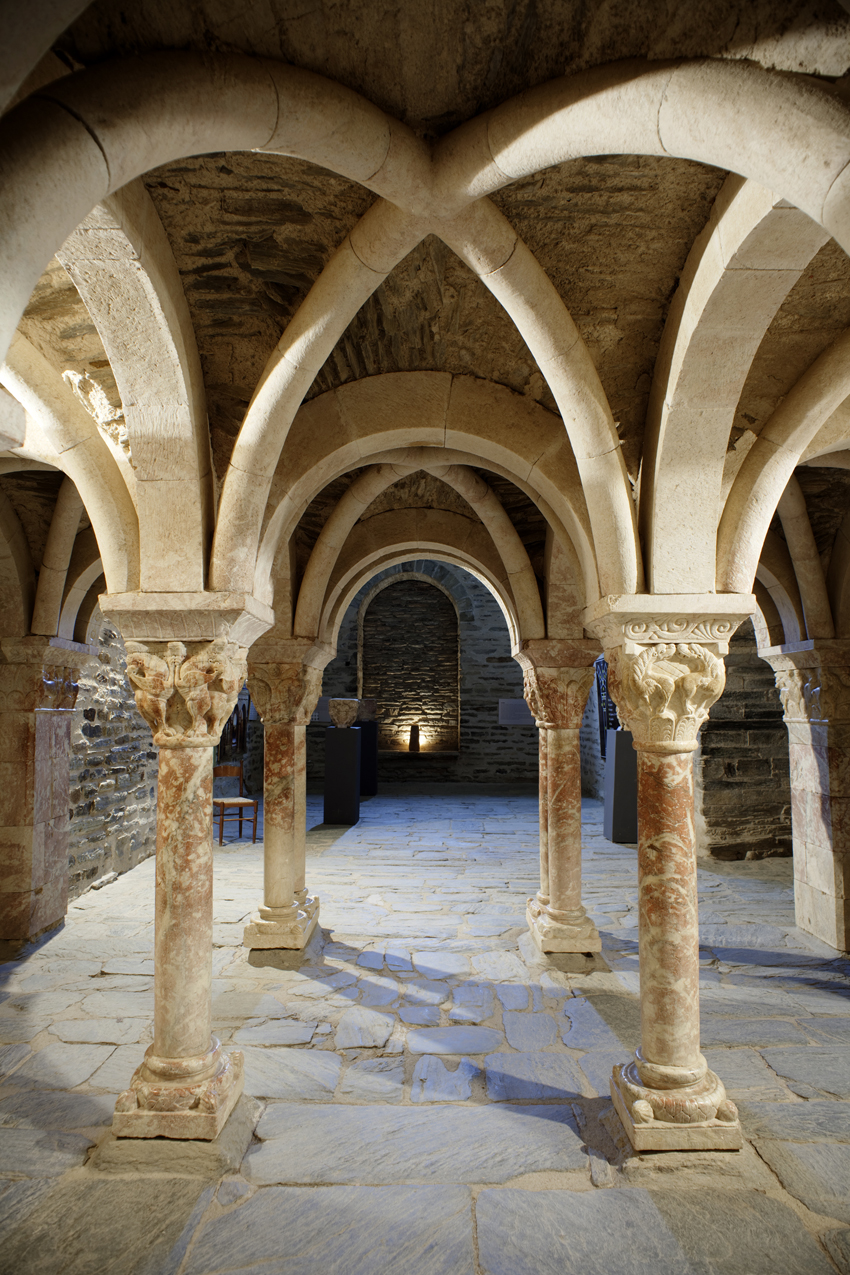
Tores ornementaux en croisée d'ogive

Cette œuvre est considérée comme l'exemple le plus remarquable des sculpteurs catalans de cette époque. Sa réalisation est contemporaine ou peu postérieure à l'agrandissement consacré en 1151. Après comparaison avec son équivalent à Cuxa immédiatement antérieur, elle est datée du deuxième tiers du XIIe siècle,.

#### Le décor sculpté
Ce décor exceptionnellement conservé est le résultat dans la région de l'exploitation récente du marbre de Boulternère et de Villefranche et de la présence d'ateliers de carriers et de sculpteurs proposant une production caractéristique. Elle est l'héritière d'un développement artistique à Toulouse et à Narbonne enracinées d'influences toscanes et espagnoles. Ces ateliers roussillonais produisent  une œuvre assez homogène retrouvée à Cuxa et Serrabone mais aussi à l'église Saint-Jacques de Villefranche-de-Conflent, l'église Sainte-Marie d'Espira-de-l'Agly, l'église Sainte-Marie de Corneilla-de-Conflent et l'église Sainte-Marie de Brouilla.
Cet art est essentiellement décoratif avec des motifs végétaux souvent répétés : fleur à quatre pétales s'inscrivant dans un carré, feuilles d'acanthe frises de rinceau. Le décor fait également appel à des animaux fantastiques : lions, griffons, monstres dévorants; entre les paires d'animaux figurent souvent une tête ou un personnage. La façade, principalement ornée par le Bas-relief à motif végétal et la présentation de la théophanie est surmontée d'une frise végétale et d'une frise géométrique surmontées de la balustrade restituée; à la base des écoinçons ressortent des figures en haut-relief : des têtes de lion et près du mur nord un homme sonnant le shoffar annonçant l'Apocalypse. Tous les chapiteaux sont différents, Il n'y a pas de chapiteau historié, certains chapiteaux sont figuratifs. Sur les deux piliers extrêmes on trouve un centaure sagittaire à corps de lion dirigeant sa flèche contre un cerf. En face, un homme  vêtu d'une tunique est debout entre un centaure et un lion. Un chapiteau représente saint Michel luttant contre le démon avec des éléments de style semblables à la tribune de l'abbaye Saint-Michel de Cuxa. Sur les motifs d'angles d'un autre, des gueules de lions dévorent une proie et sur une des faces, un des monstres semble cracher un serpent. Ces chapiteaux illustrent l'intégration de la sculpture à l'architecture. Ce décor n'a jamais été peint, des trous de foreuse marquent les yeux et soulignent certains détails des sculptures,.

Tribune du prieuré de Serrabona
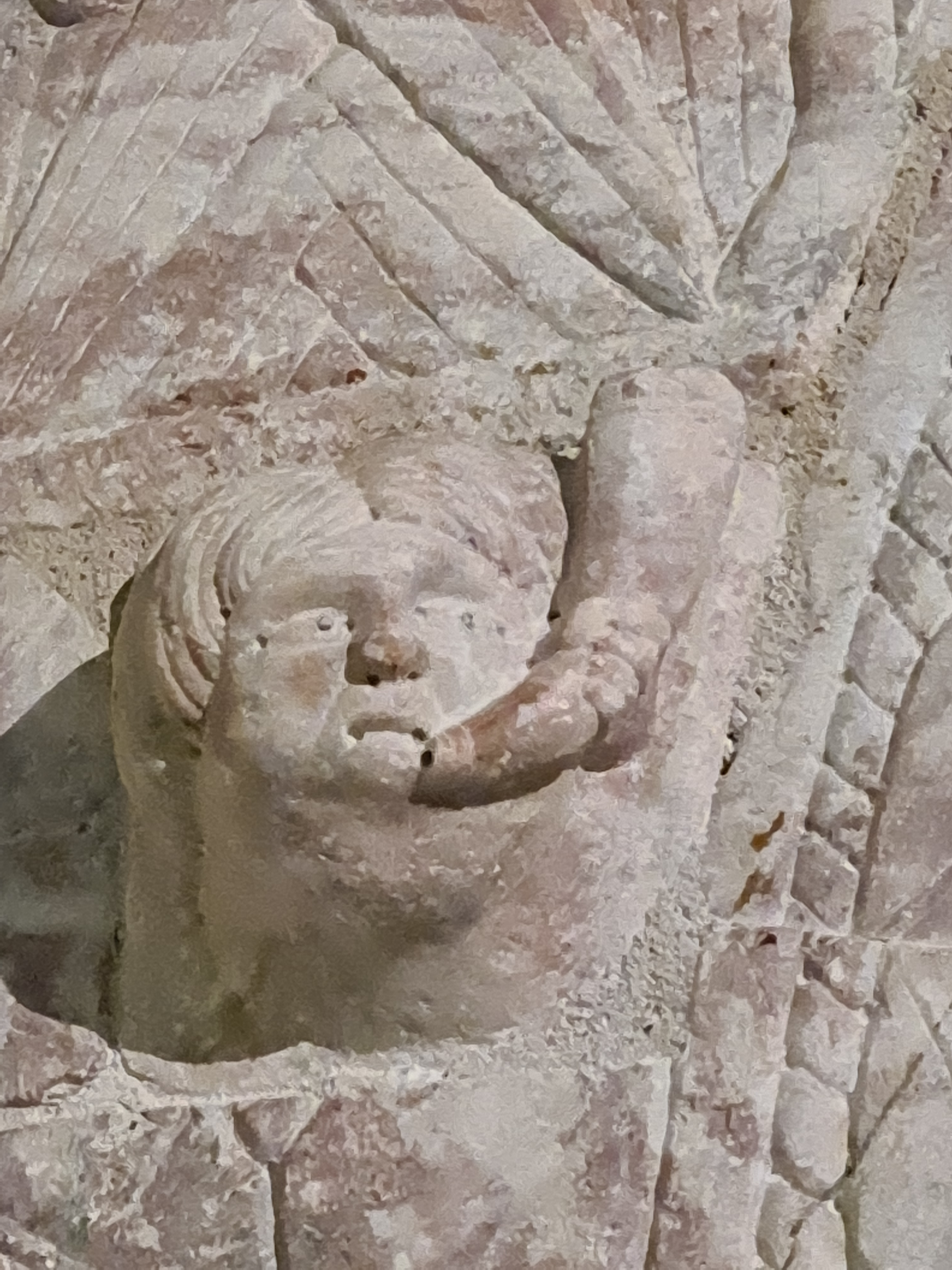
Le sonneur de l'apocalypse (trous de perceuse)
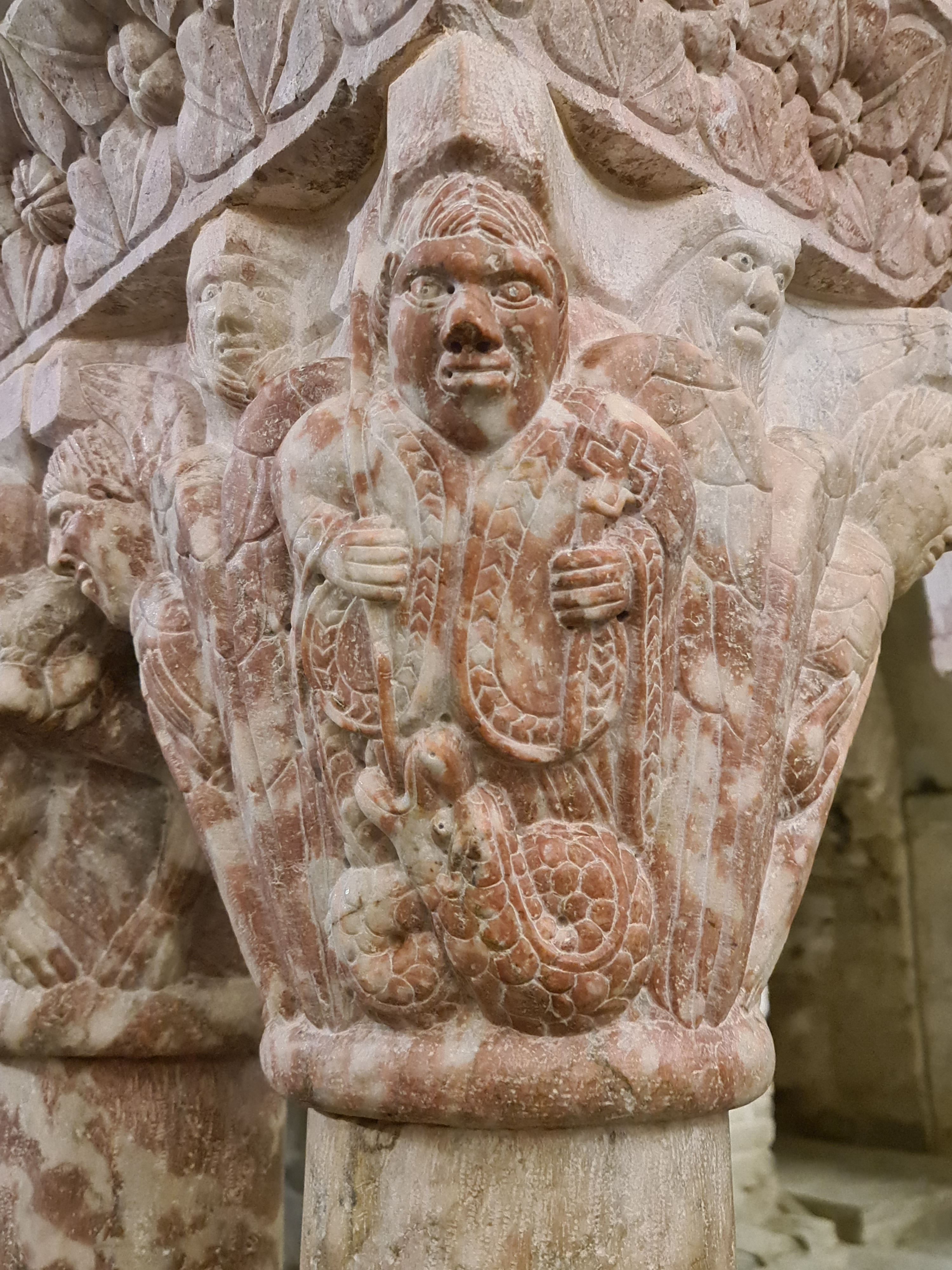
Chapiteau de Saint Michel
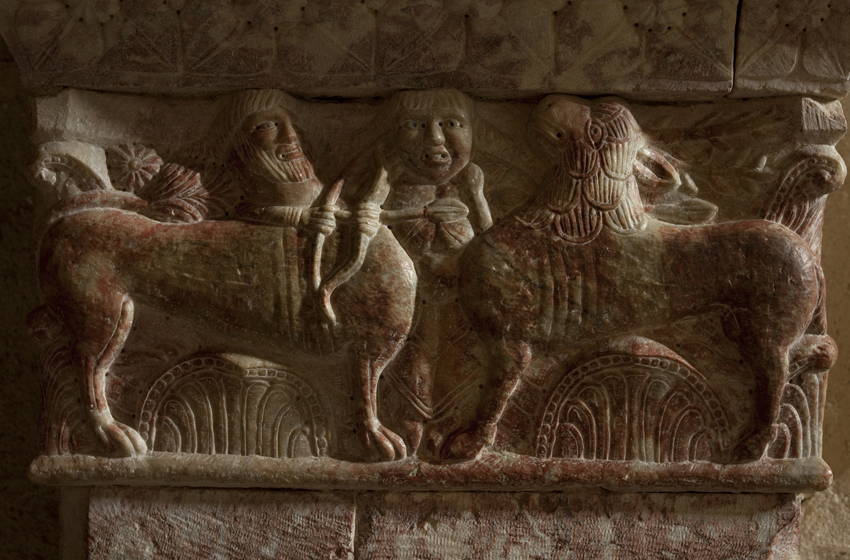
Le centaure menace le cerf
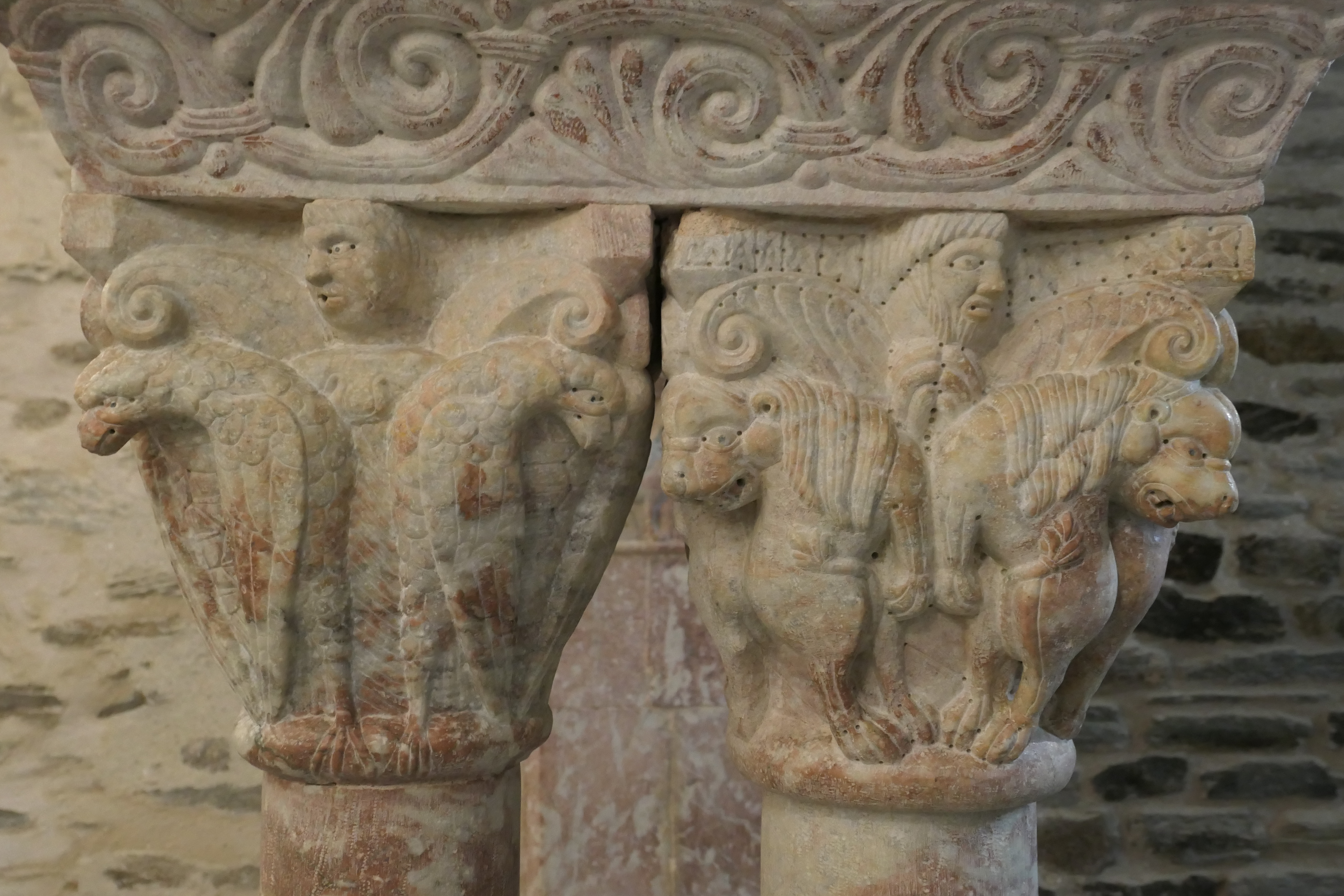
Entre deux aigles, entre deux lions, piliers jumelés

### Le cloître  et les vestiges du monastère
La galerie sud borde complètement le mur sud de la nef, elle est édifiée sur une terrasse soutenue par un mur en opus spicatum appuyée sur une autre terrasse jardin en contrebas. Accessible par le transept sud le premier espace est considéré comme le scriptorium. Il est suivi du cloître qui permet la communication avec les salles de la vie communautaire construites à l'angle sud-ouest. Ses six arcades ouvrent sur le ravin à proximité du prieuré, elles sont ornées de quatre paires de colonnes jumelées avec leurs chapiteaux en marbre.
La galerie possède encore un enfeu dans lequel subsistent des traces de peinture murale.
Une stèle du Néolithique dite "stèle du mas nou" y est exposée

#### L'ancien monastère
Les salles du monastère sur trois niveaux servent aujourd'hui d'accès aux visiteurs, elles sont situées au sud-ouest de l'église. La restauration n'a pas restitué le toit de l'étage supérieur dont la construction est un peu plus tardive (XIIIe siècle), probable salle du chapitre, qui forme aujourd'hui une terrasse.

La galerie méridionale
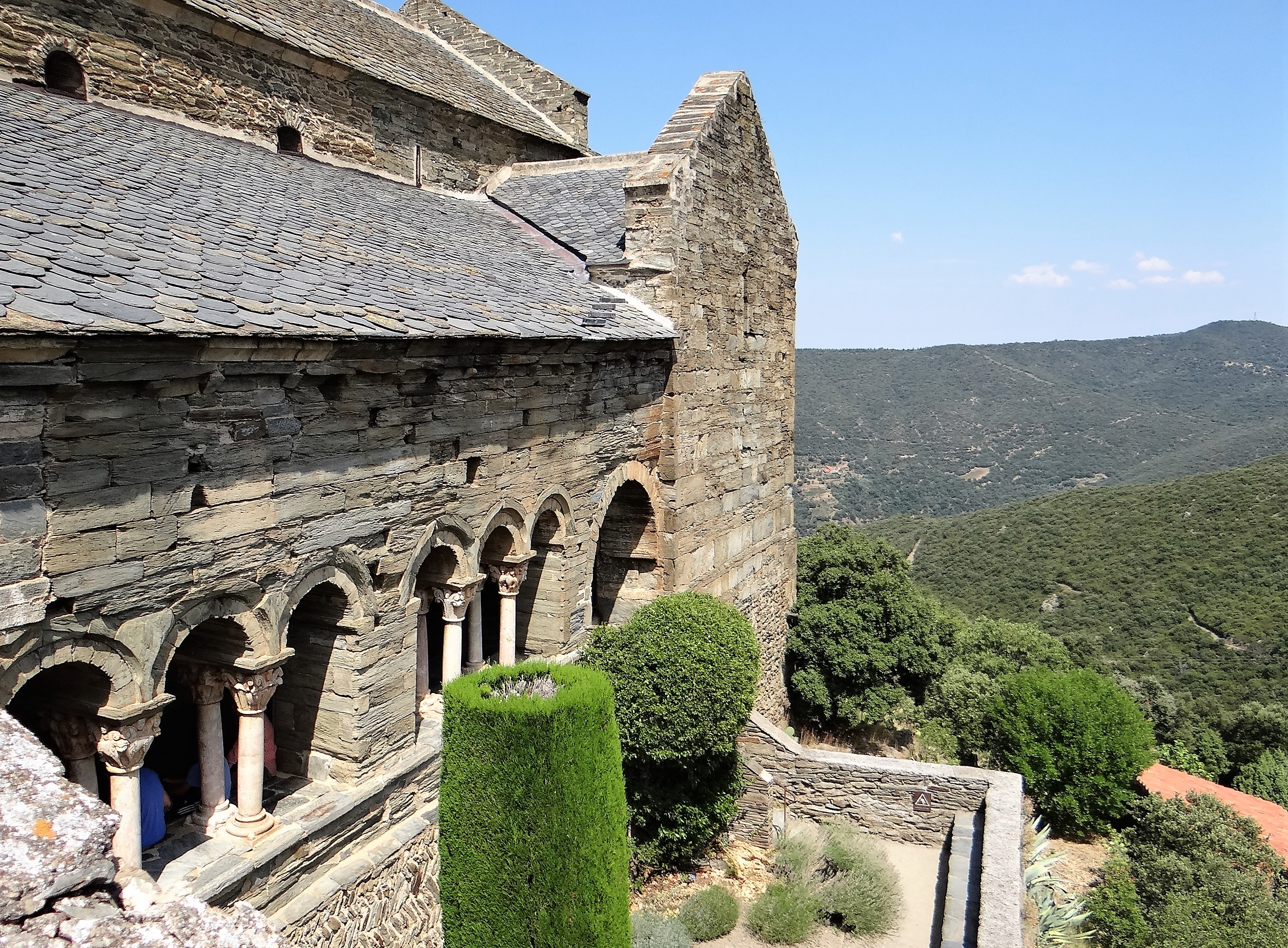
Galerie claustrale et transept sud
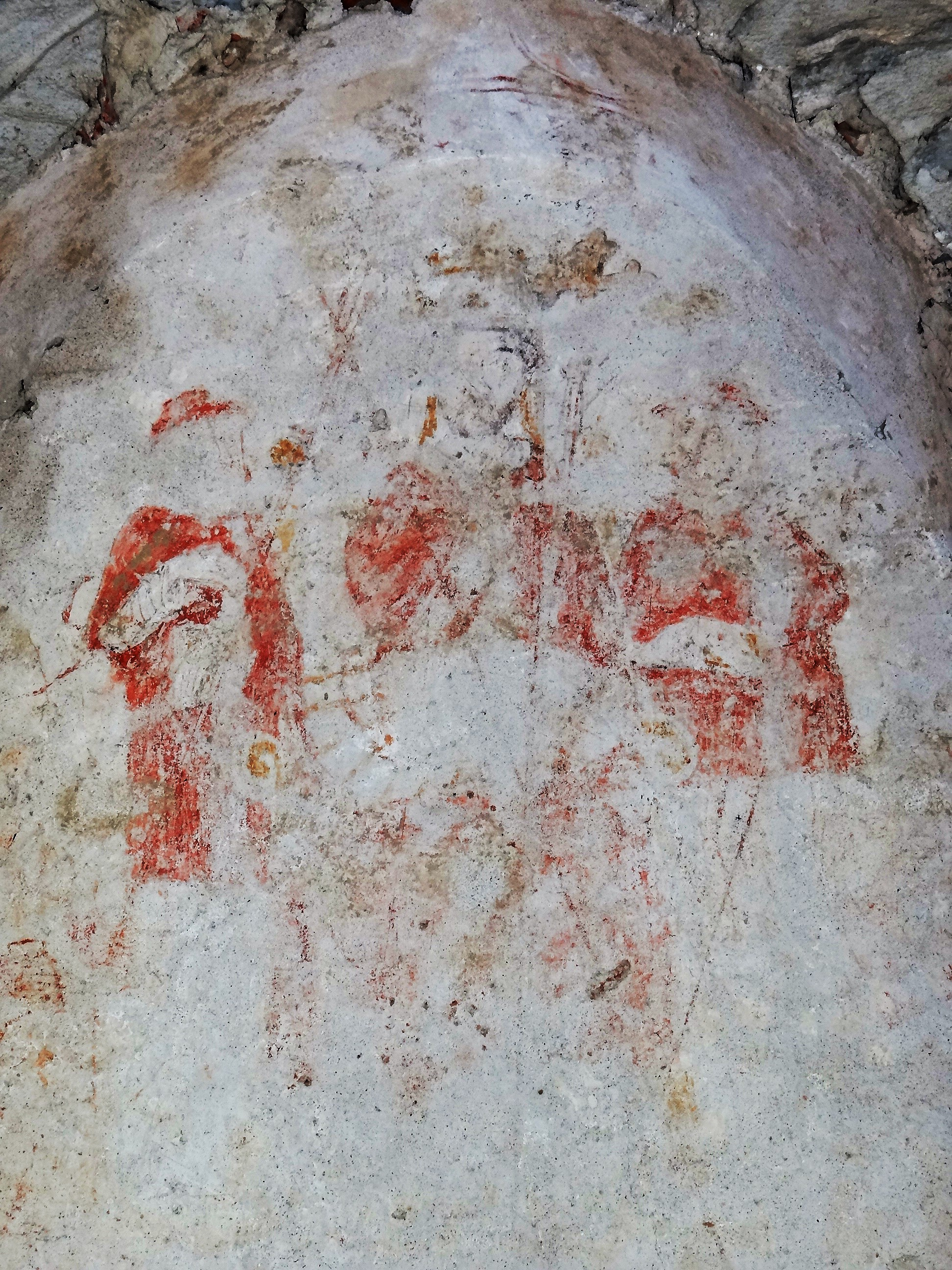
peinture de l'enfeu
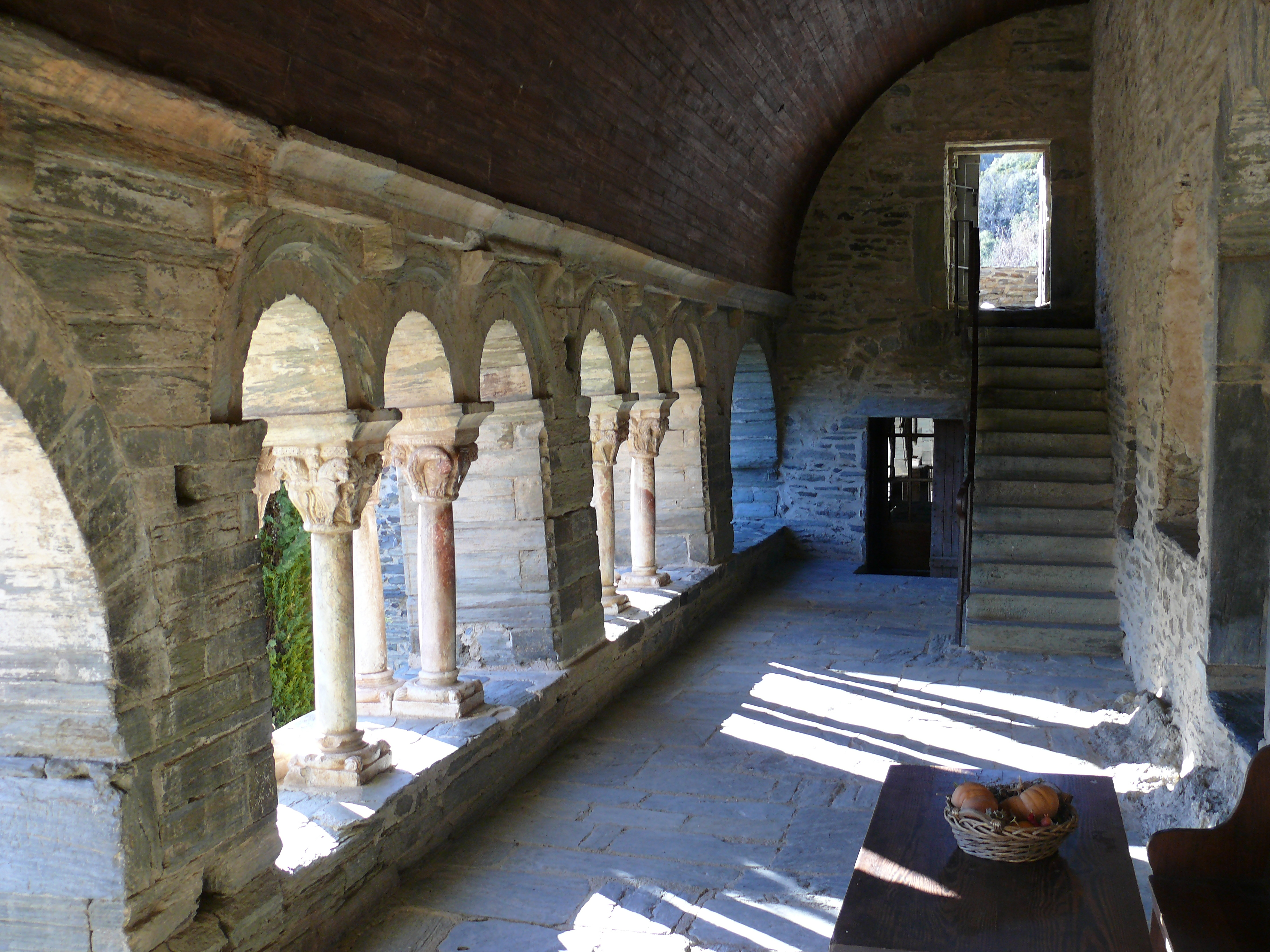
Le cloître
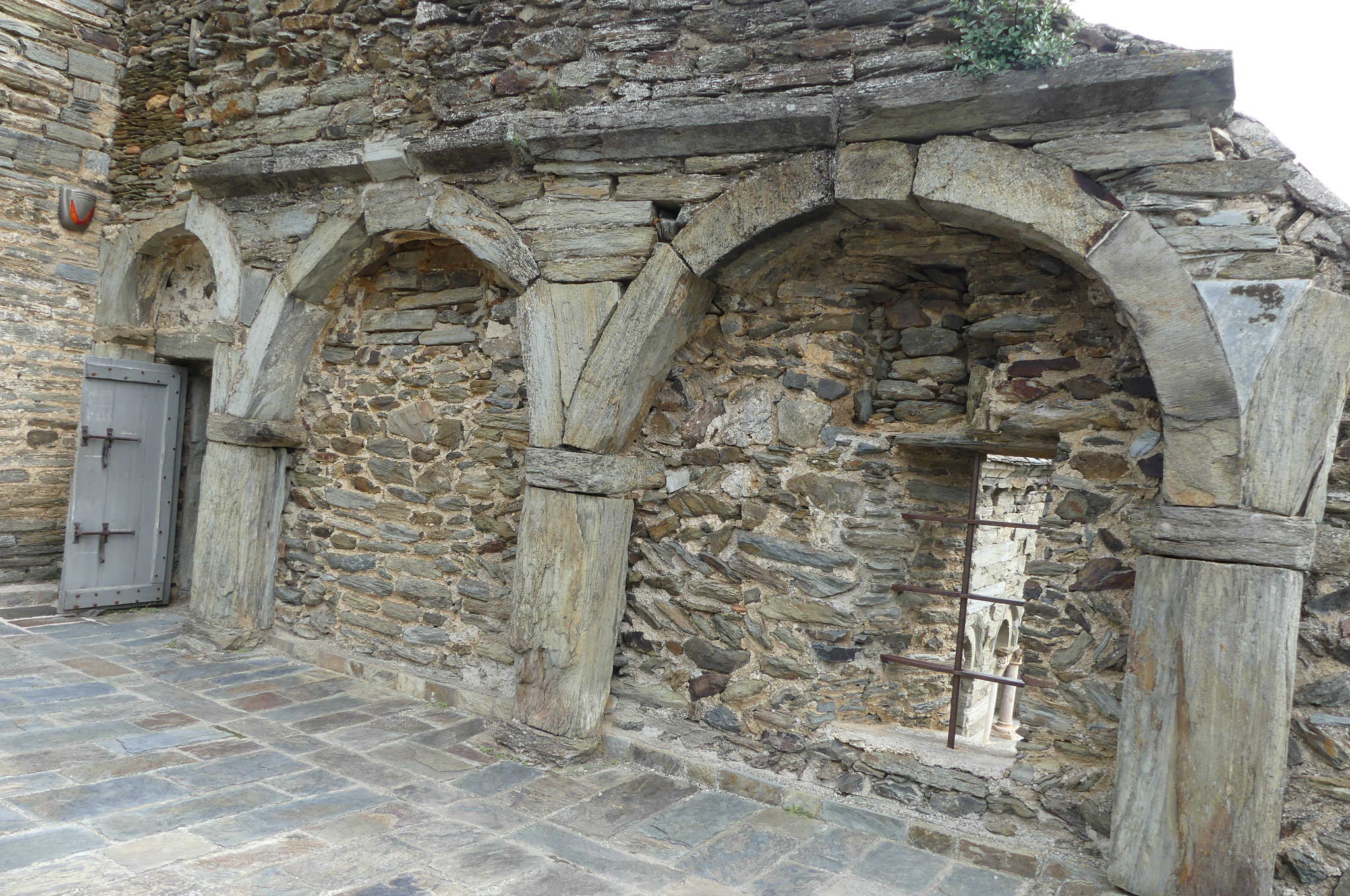
ancienne salle du chapitre
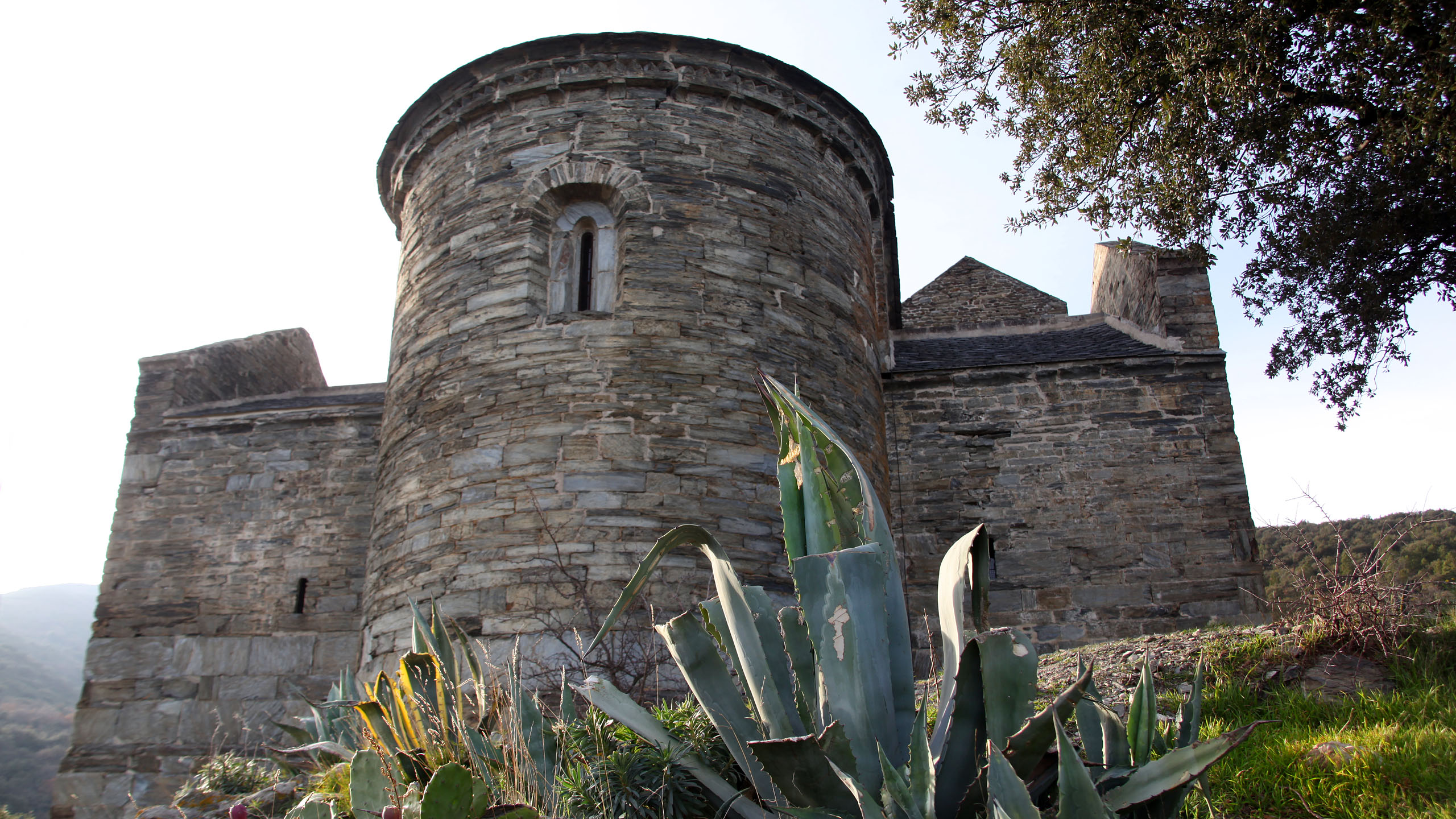
Extérieur est.

#### Les chapiteaux
Les colonnes et chapiteaux du cloître sont aussi réputés et de la même facture que la tribune. Démontés au XIXe siècle,
devant le projet de vente par l'évêché de Solsona ils sont montés en retable. Ils sont remis en place par la restauration de 1911.
Ces quatre chapiteaux ont tous des motifs d'animaux et sont attribués au même atelier d'artiste que celui de la tribune. On retrouve la structure et les thèmes de ceux de l'abbaye Saint-Michel de Cuxa : les aigles, les lions, les lions-griffons et l'homme comme spectateur.

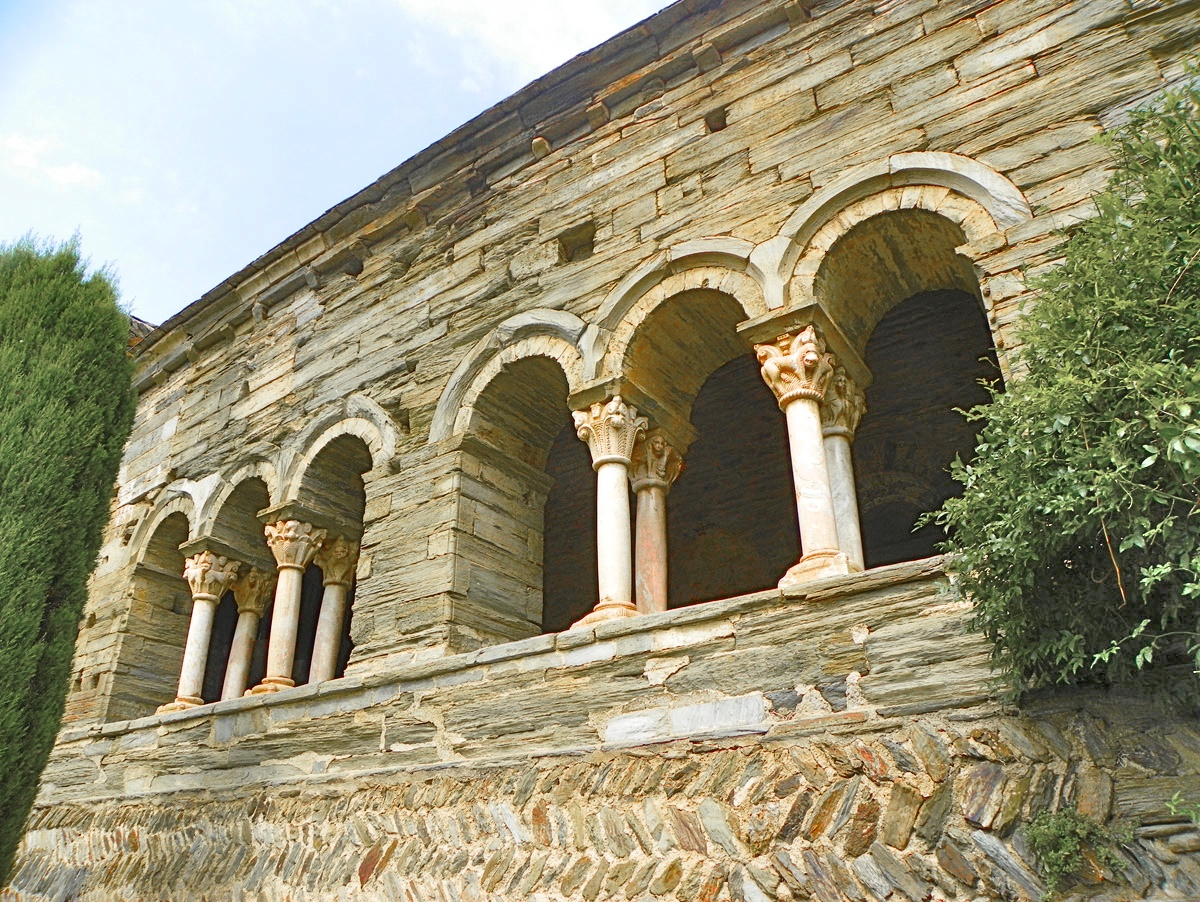
Le cloître
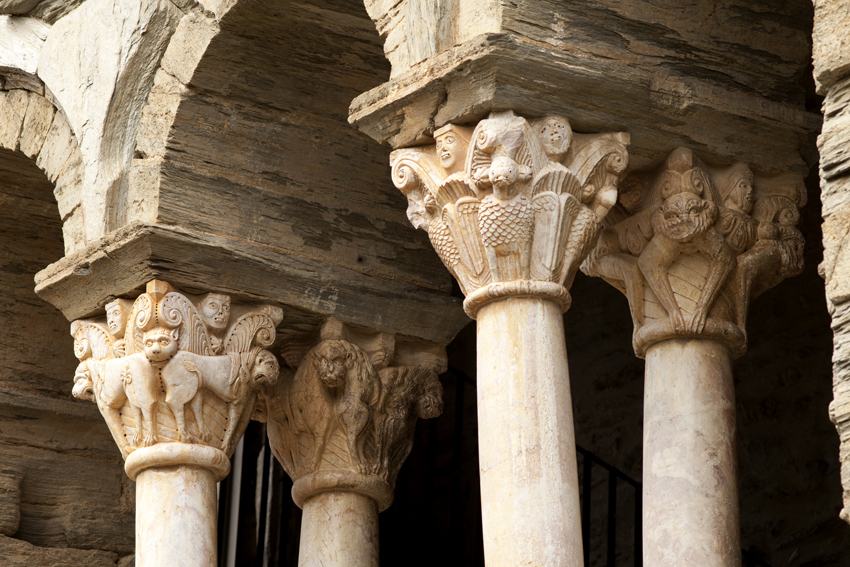
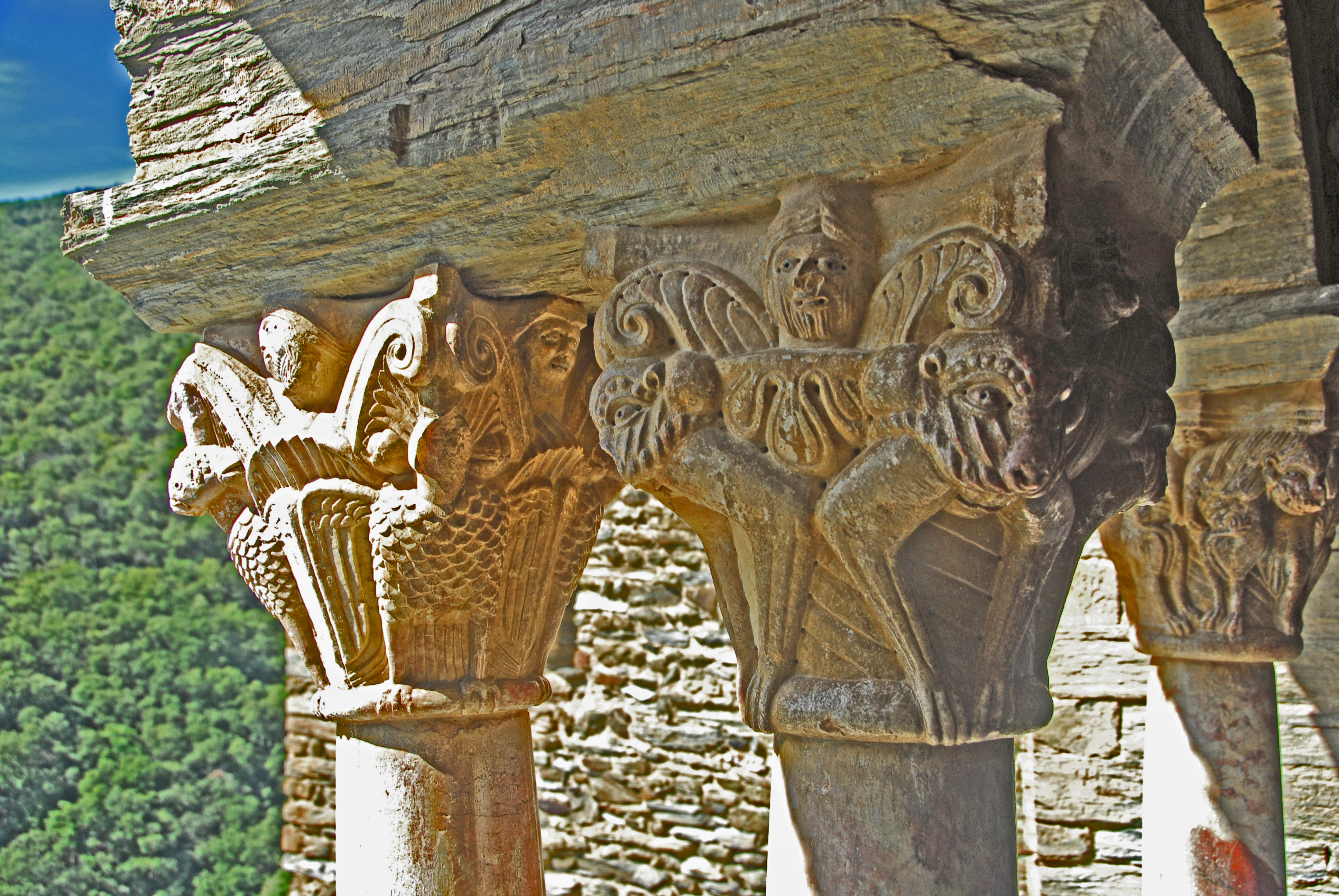
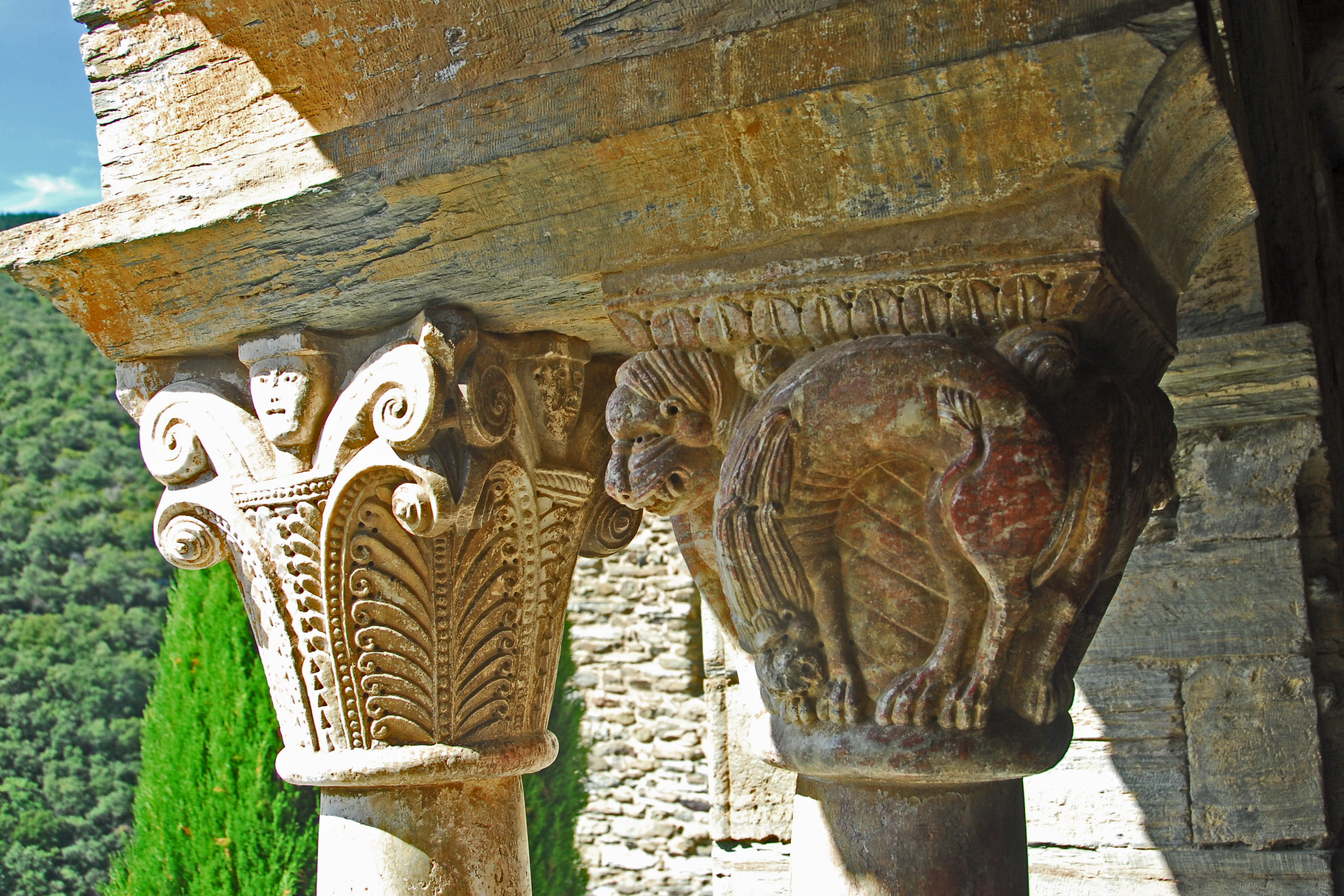
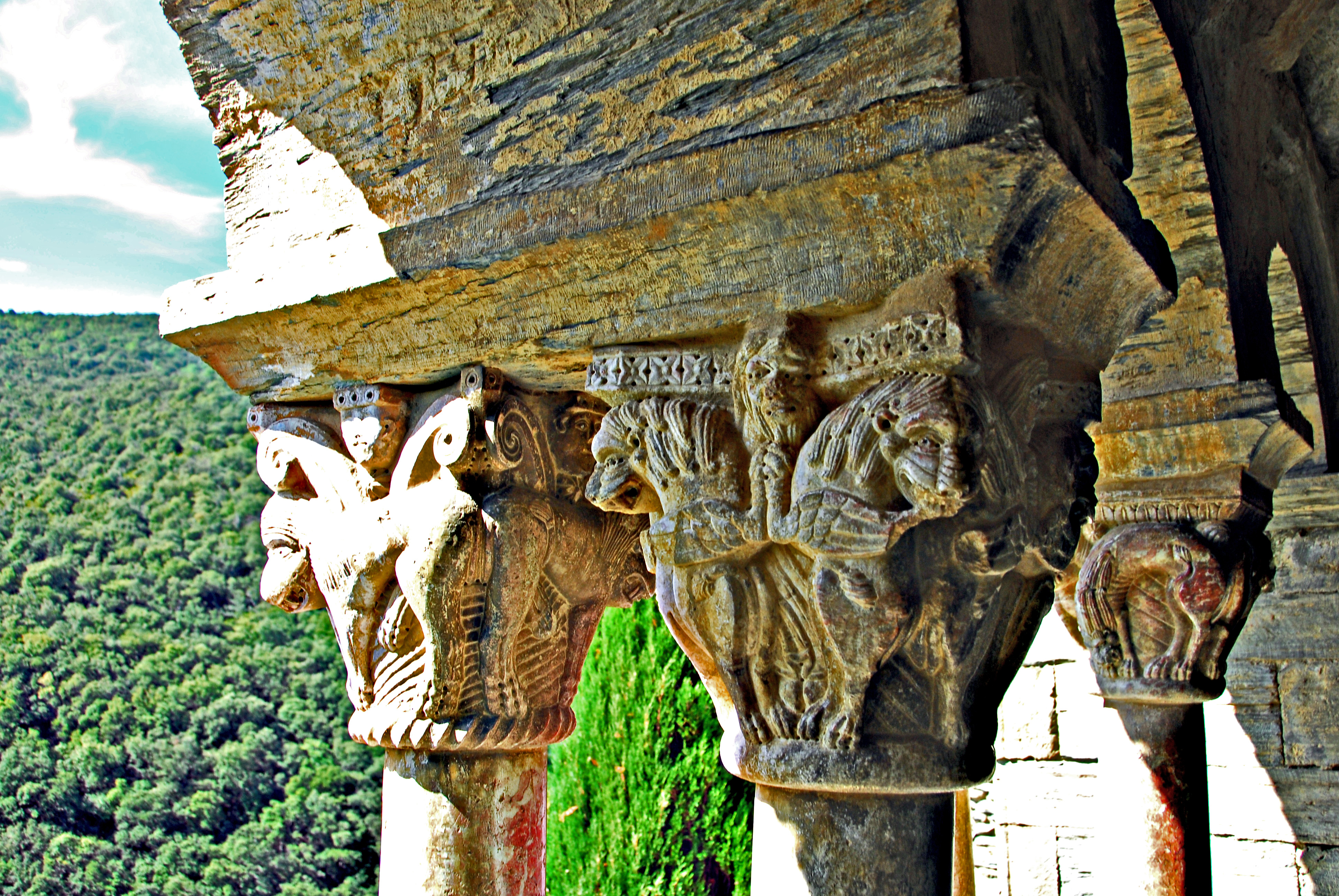